# Literatura LGBT de España

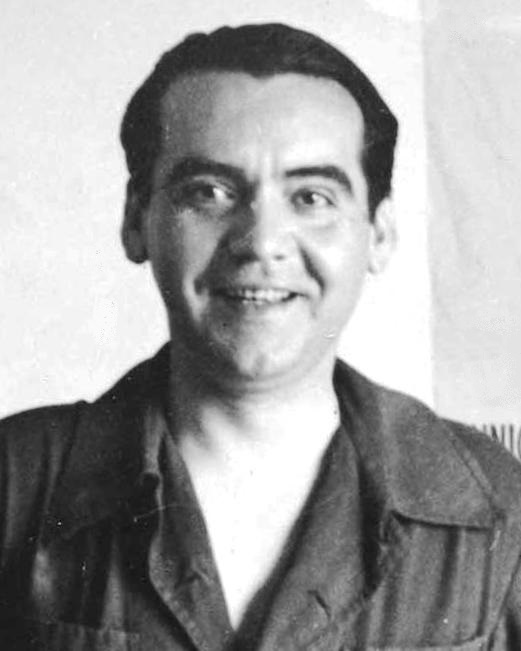
Federico García Lorca en 1932.

La literatura homosexual, esto es, una literatura que trata explícita y principalmente sobre personajes y asuntos homosexuales, está ligada a la progresiva aceptación social de la homosexualidad en España. La gran eclosión de autores, publicaciones, librerías, editoriales y premios tuvo lugar en la década de 1990. El propio Círculo de Bellas Artes de Madrid organizó en 1995 todo un ciclo de conferencias sobre este asunto, lo que evidenció el florecimiento de este tipo de literatura.

## Poesía erótica hispanoárabe

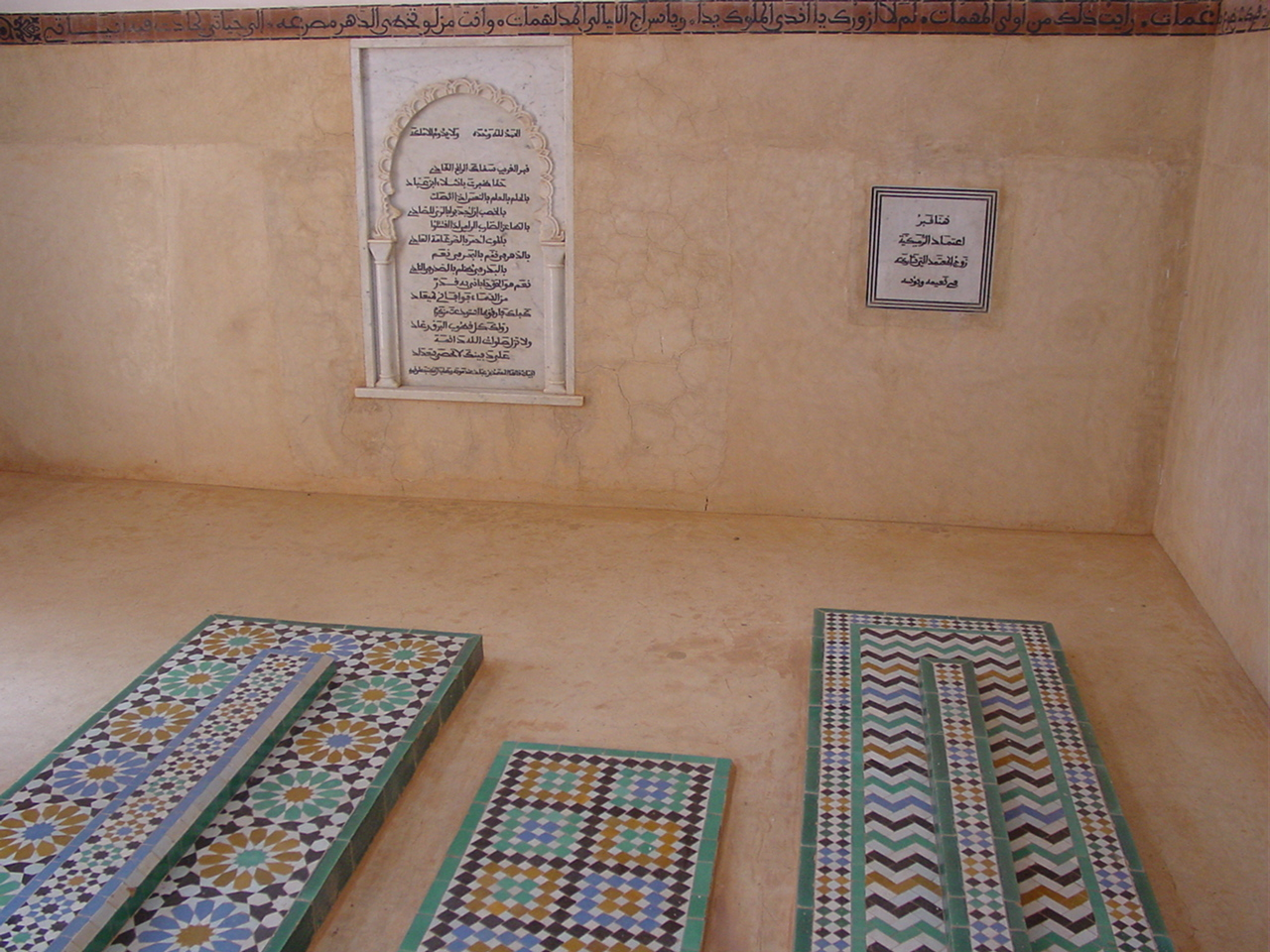
Tumba de Al-Mu‘tamid (a la izquierda) en Agmat (Marruecos). El mausoleo se construyó en 1970, ya que hasta la fecha las tumbas estaban en ruinas. El lugar se conoce como la tumba del forastero (qabr al-garib) debido al epitafio que el mismo rey poeta escribió y que empieza: «Tumba de forastero, que la llovizna vespertina y la matinal te rieguen, porque has conquistado los restos de Ibn ‘Abbad».

En Al Ándalus floreció una poesía de gran refinamiento y alta calidad, en la que el homoerotismo era frecuente.  Los propios reyes andalusíes escribieron este tipo de poesía pederástica, como el abadí Al-Mu'tamid de Sevilla y Yusuf III del reino nazarí de Granada.  Comenzó a florecer en la primera mitad del siglo IX, durante el reinado de Abderramán II, emir de Córdoba. La caída del Califato de Córdoba en el siglo XI y el subsiguiente dominio de los almorávides y la división en los reinos de taifas, descentralizaron la cultura por todo al-Ándalus, produciendo una época de esplendor en la poesía. La invasión almohade trajo el surgimiento de nuevas cortes literarias en los siglos XII y XIII. La mayor autonomía femenina en esta etnia norteafricana hizo aparecer un mayor número de poetisas, algunas de las cuales escribieron también poemas que cantaban la belleza femenina.
El homoerotismo presente en la poesía andalusí establece un tipo de relación similar al descrito en la antigua Grecia: el poeta adulto asume un papel activo frente a un efebo que asume el pasivo, lo que llegó a producir un tópico literario, el de la aparición del «bozo», que permite, dada la ambigüedad descriptiva de los poemas, tanto en las imágenes como en los usos gramaticales, identificar el sexo del amante descrito.
Gran parte de la poesía erótico-amorosa de la época se dedica al copero o escanciador de vino, combinando los géneros báquico (خمريات jamriyyat) y homoerótico (مذكرات mudhakkarat).

## SigloXIX
En la literatura realista, a partir del último tercio del siglo XIX y durante buena parte del siglo XX, la homosexualidad recibe un tratamiento negativo. Por influencia de las tesis del positivismo italiano (Cesare Lombroso consideraba que la homosexualidad conducía a la delincuencia), del degeneracionismo francés de autores como Morel o Magnan (que rechazaban la homosexualidad porque su propagación era contraria a la procreación y a la pervivencia, por tanto de la especie humana; Max Nordau se inspiró en estas ideas para su ensayo Degeneración –Entartung–, de 1892) y de la escuela clínica alemana, con tesis como las del doctor Westhphal, que sostenía que la homosexualidad era una enfermedad. En la literatura los personajes homosexuales aparecen infiltrados en todas las clases sociales y se presentan, en general, como elementos amenazadores para la buena salud de la sociedad (aunque hay excepciones, como el capellán protagonista de Los pazos de Ulloa (1886) de Emilia Pardo Bazán). Hay ejemplos de clérigos afeminados y perversos en obras como La regenta de Leopoldo Alas «Clarín» y el prototipo de burgués degenerado, cuya patología le conduce a la delincuencia, se puede encontrar en el personaje de Maximiliano de Fortunata y Jacinta (1887) de Benito Pérez Galdós.

## SigloXXhasta 1975

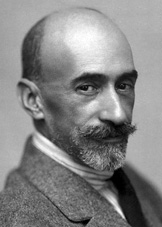
Jacinto Benavente

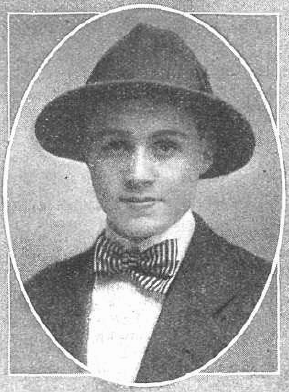
Álvaro Retana en una fotografía publicada en 1913 en Mundo Gráfico.

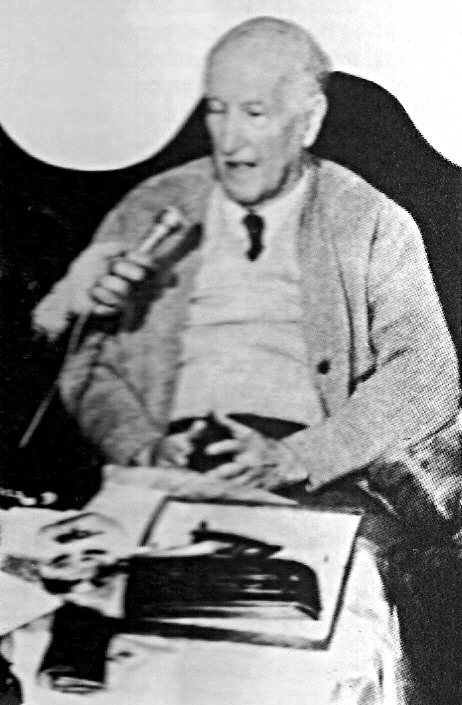
Vicente Aleixandre en 1977.

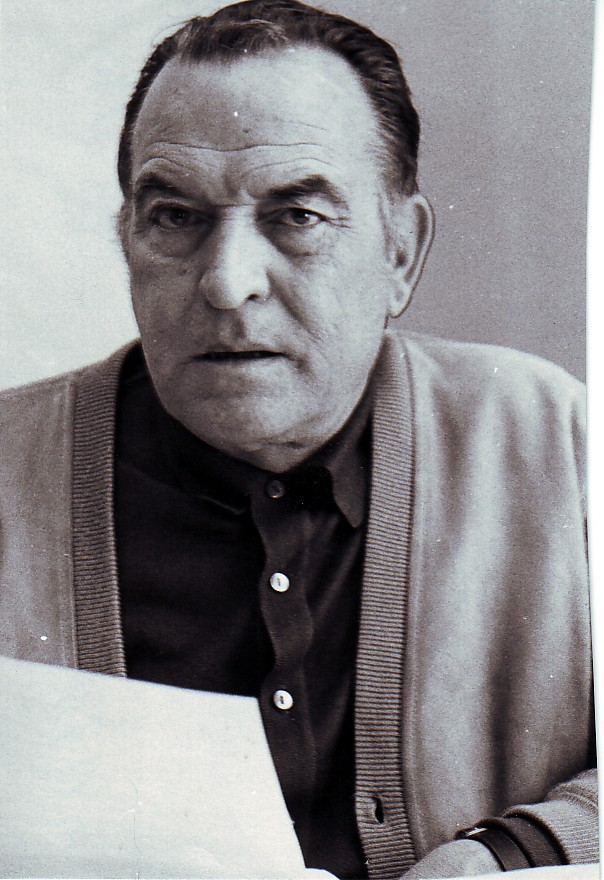
Juan Bernier Luque.

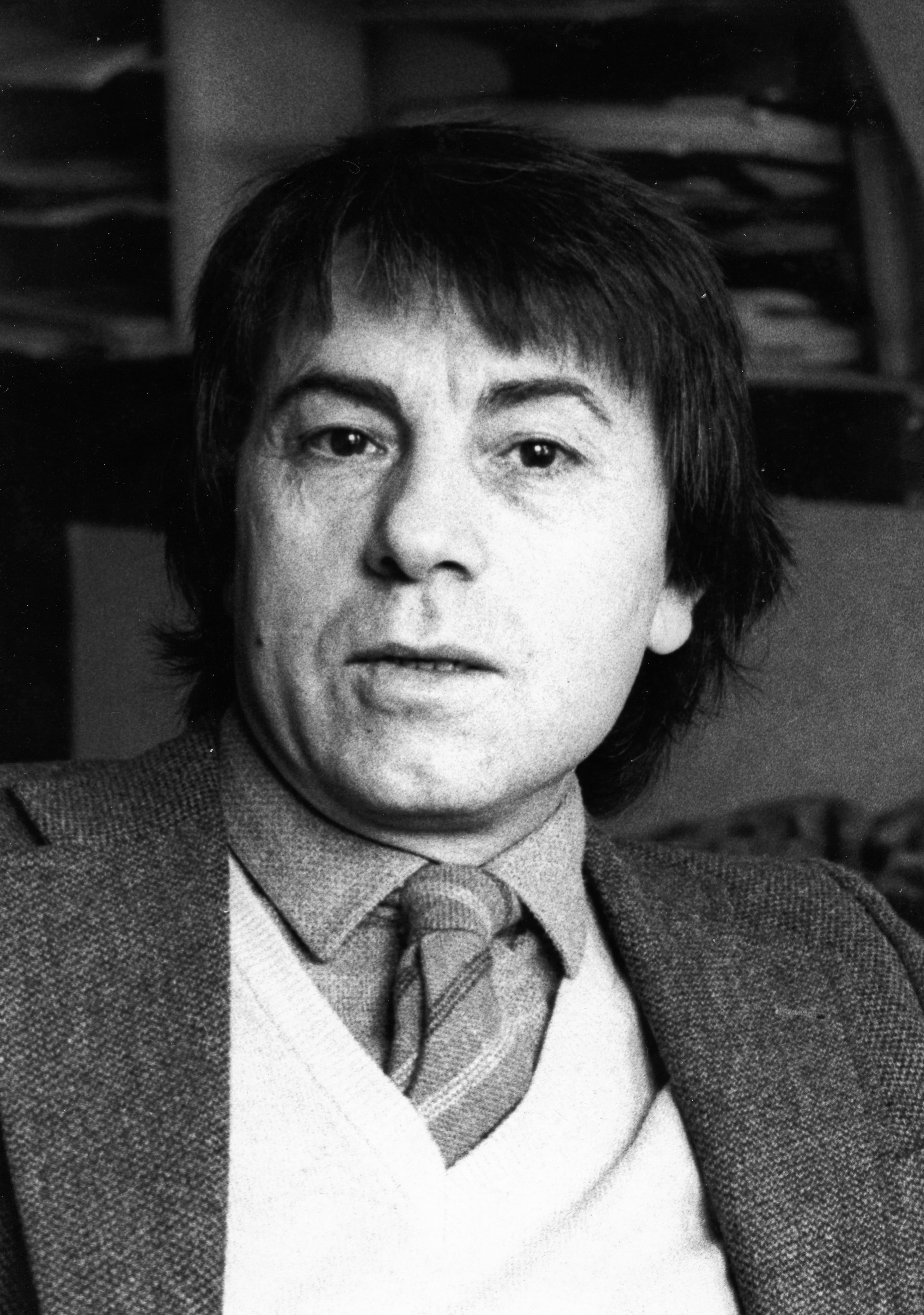
Agustín Gómez Arcos en París.

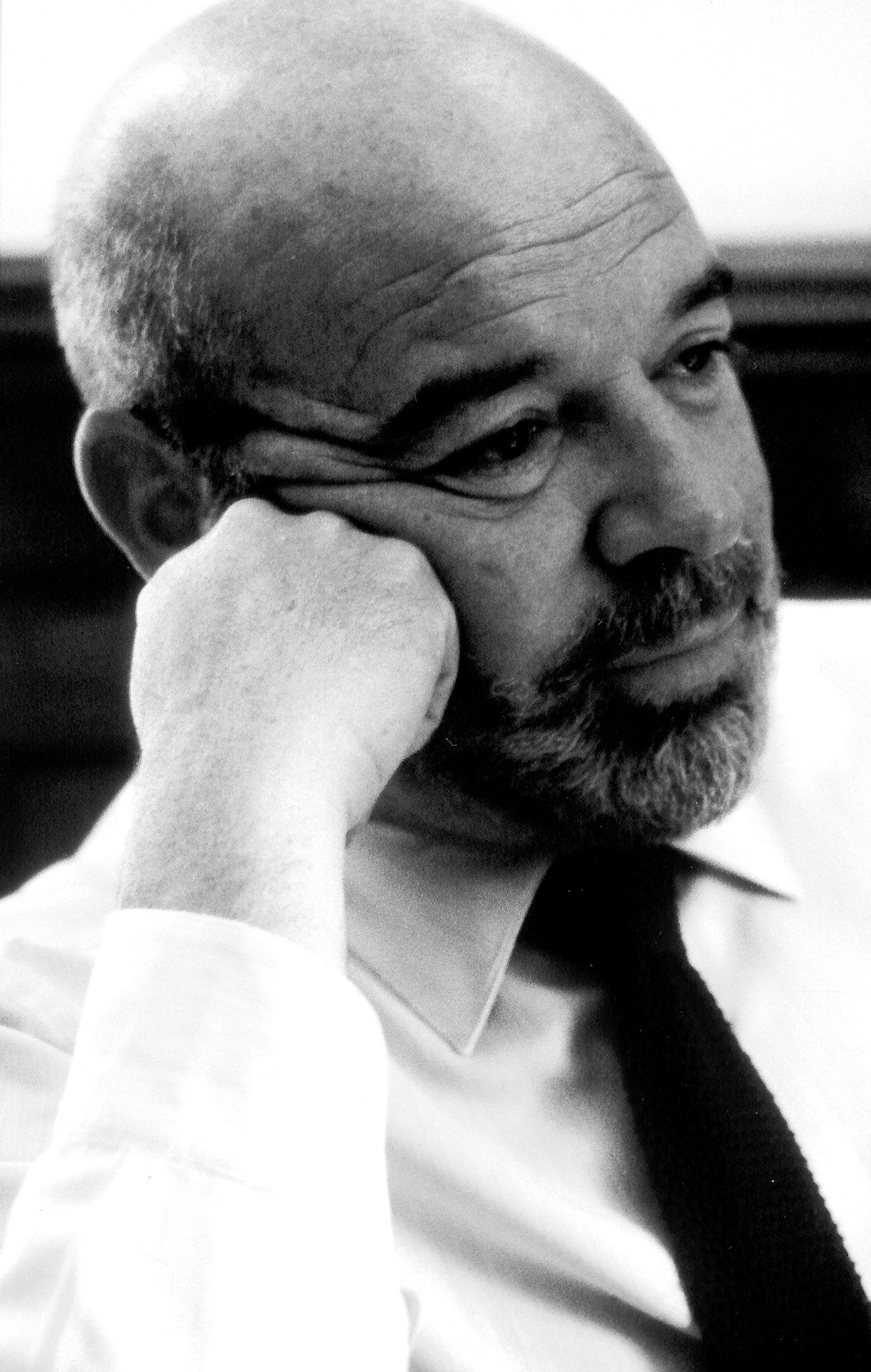
Jaime Gil de Biedma.

A principios del siglo XX, autores españoles homosexuales como Jacinto Benavente, Pedro de Répide, José María Luis Bruna, Marqués de Campo, Álvaro Retana o Antonio de Hoyos y Vinent debían elegir entre ignorar el tema de la homosexualidad o representarlo de forma negativa.
Al mismo tiempo, otros autores no gais seguían caracterizando a sus personajes según los presupuesto decimonónicos naturalistas, que los presentaban como seres patológicos. Un ejemplo de esto es el ambiente en el seminario de jesuitas descrito por Ramón Pérez de Ayala en A.M.D.G., la vida en los colegios de jesuitas (1911) o el de la novela La diosa razón (1918) de Joaquín Belda, quien describe detalladamente y desde una perspectiva naturalista la influencia de los antecedentes familiares para explicar la homosexualidad de uno de los personajes. Otros, como Eduardo Zamacois o Manuel Bueno, de mentalidad progresista y republicana, juzgan también negativamente la homosexualidad como un vicio típico de la alta burguesía, que ha recibido una educación tradicional y ha vivido en un ambiente decadente, entregada al lujo y los placeres.
Los únicos que publicaban literatura abiertamente sobre temas homosexuales fuera de estos tópicos, fueron extranjeros. Entre ellos, el chileno Augusto d'Halmar, quien editó en 1924 Pasión y muerte del Cura Deusto (una novela muy audaz para la época, que narra la atracción de un sacerdote por un muchacho que canta en el coro de la iglesia sevillana donde está destinado; a lo largo de la historia —que tiene un final trágico, pero no moralista— se produce la aceptación de la sexualidad de los personajes). Además, el cubano Alfonso Hernández Catá publicó El ángel de Sodoma (1928) y el uruguayo Alberto Nin Frías publicó La novela del Renacimiento y otros relatos (1911), La fuente envenenada (1911), Marcos, amador de la belleza (1913), Alexis o el significado del temperamento urano (1932) y Homosexualismo creador (1932), el primer tratado que veía de forma positiva la homosexualidad.
Otros se refugiaron en la poesía, como los pertenecientes a la Generación del 27. Así, los autores homosexuales o bisexuales de la Generación del 27 forman una larga lista, comenzando por Federico García Lorca, Emilio Prados, Luis Cernuda, Vicente Aleixandre y Manuel Altolaguirre. Estos poetas estaban influidos por los grandes escritores homosexuales europeos, como Oscar Wilde, André Gide (sobre todo por su colección de ensayos Corydon), o Marcel Proust. El caso del primero de ellos, Oscar Wilde, y su encarcelamiento seguido de destierro en circunstancias miserables, resonaba en toda Europa; en el tribunal, hizo la primera defensa pública en Europa del amor homosexual. También se publicó Poemas arabigoandaluces (1930) de Emilio García Gómez, después de un anticipo en la Revista de Occidente, que contenía poemas pederastas de poetas de Al-Ándalus. La traducción de los artículos de Gide fue muy polémica por su evidente carácter homoerótico, e influyeron poderosamente en la poesía de su tiempo, especialmente en las casidas del Diván del Tamarit de García Lorca, quien también dejó tres textos de tema explícitamente homosexual, si bien ninguno de ellos se publicó en España en vida del autor. Se trata del poema Oda a Walt Whitman, la obra de teatro El público y los Sonetos del amor oscuro (estos últimos no vieron la luz hasta 1983, ya que la familia se negaba a editarlos).
También hubo un tímido despertar de la literatura lésbica a principios del siglo XX. La primera obra en tratar del tema fue Zezé (1909) de Ángeles Vicente. En 1929 se estrenó la primera obra teatral que trataba del tema, Un sueño de la razón de Cipriano Rivas Cherif. La única que se atrevió a publicar versos homoeróticos fue Lucía Sánchez Saornil, aunque bajo seudónimo masculino. Otras autoras hicieron referencias al lesbianismo de forma más velada, como Carmen de Burgos. En otros casos, la homosexualidad de las autoras no se manifiesta en sus obras (como fue el caso de las escritoras Elena Fortún y Matilde Ras).

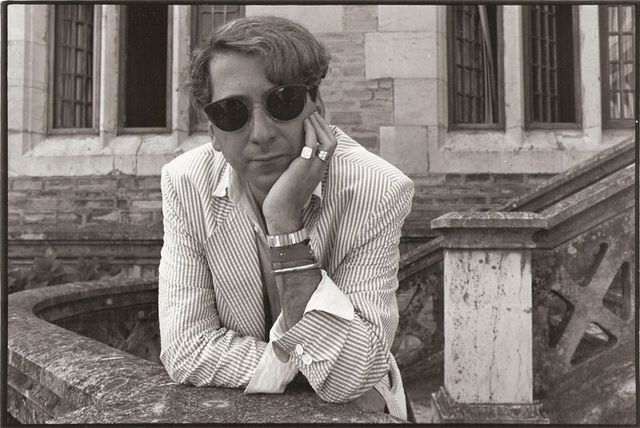
Luis Antonio de Villena en 1989.

Hacia mediados de los años 30 se estaba produciendo una tímida apertura que se vio cortada por la Guerra Civil. Tras la Guerra Civil, con Lorca asesinado y la mayoría de los poetas homosexuales o bisexuales en el exilio, la cultura gay se retiró de nuevo a la poesía oscura de Vicente Aleixandre, que nunca admitió su homosexualidad públicamente. En 2016, muchos años después de la muerte del poeta, se empezaron a hacer públicos documentos (como cartas y poemas) de explícito contenido homoerótico, como las cartas que escribió a su amado Carlos Bousoño. Un caso distinto fue el de Juan Gil-Albert, cuya obra está teñida de abierto homoerotismo, aunque tuvo una menor difusión. No será hasta la década de los 80, a sus ochenta años ya, cuando se produzca su reconocimiento definitivo, reciba diversos galardones y vea publicada su obra completa en prosa. Cuatro son las obras en las que aborda el tema de la homosexualidad: Heraclés: sobre una manera de ser, ensayo con sus reflexiones sobre el homoerotismo, escrito en 1955, que tardó 20 años en publicarse en España, y cuyo título remite al héroe griego Hércules; Los arcángeles: parábola, en el que rememora experiencias con otros hombres; Tobeyo o Del amor: homenaje a México, en el que escribe sobre la persona de la que se enamora durante su exilio mexicano;  y la novela  Valentín: homenaje a William Shakespeare, en la que aborda la historia de un maduro director de teatro que se enamora de un joven actor, y que ha sido adaptada para teatro y cine por Juan Luis Iborra, en 1983 y  2002 respectivamente.  El ejemplo vital de Gil-Albert fue importante. Según Martínez Expósito

Gil-Albert es el prototipo del homosexual que jamás se avergüenza de sí mismo, que exhibe con constancia y orgullo su ser más íntimo, incluso en las circunstancias más adversas.

Otros poetas gais de la época fueron muchos de los pertenecientes al grupo Cántico, como Ricardo Molina, Vicente Núñez, Pablo García Baena, Julio Aumente y Juan Bernier. Más jóvenes, también eran gais Francisco Brines y Jaime Gil de Biedma. Este último, pese a su más bien breve obra poética, tuvo gran influencia en la poesía española de su momento y posterior y se le ha llegado a calificar de 'padre espiritual' de la poesía española posmoderna. La obra poética de Gil de Biedma se caracteriza por su realismo y su tono irónico, así como su discreción. Lo homoerótico es un tema recurrente, pero suele estar tratado de forma ambigua y velada. Según se ha conocido por la publicación de su correspondencia, evitaba conscientemente la apología de la homosexualidad y, salvo Cavafis y Luis Cernuda, desconfiaba de la poesía abiertamente homosexual. Así, en una carta al editor Dionisio Cañas, declaró:

El autor [gay], y el lector con él, parecen poner más atención en el sexo de la persona amada o deseada que en el amor y el deseo.

Mucho más explícitos que su poesía son los diarios de Gil de Biedma, que en vida del autor se editaron con cortes en los pasajes más escabrosos y solo fueron publicados íntegramente tras su muerte.
Respecto a Brines, el tema homosexual aparece recurrentemente en sus poemas, siempre con naturalidad y como una manifestación natural del amor (frente a la condena social general o a su relación con lo marginal, lo delictivo o lo pecaminoso). Según Ariadna G. García:

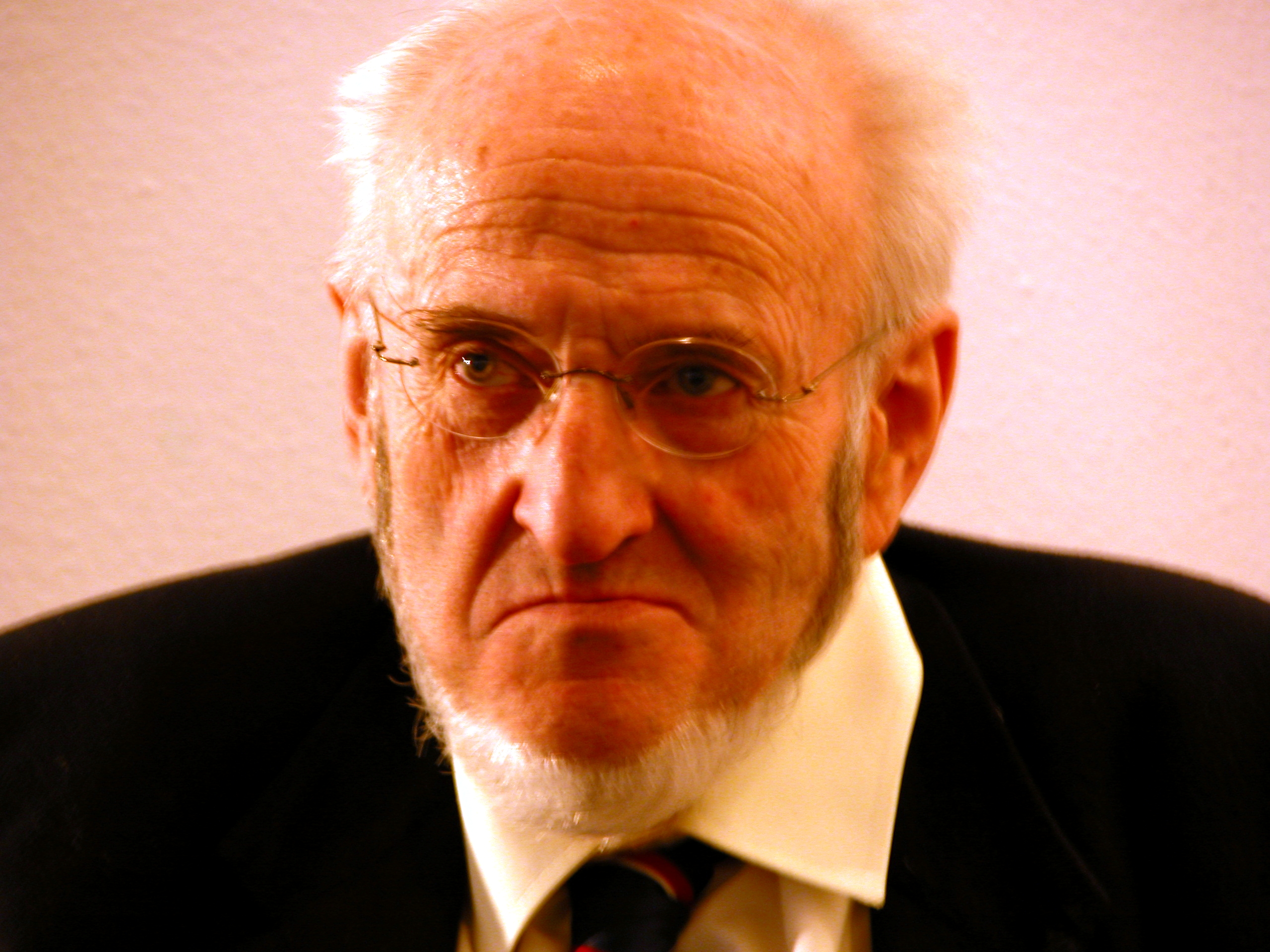
Álvaro Pombo en el Ateneo Riojano (2005).

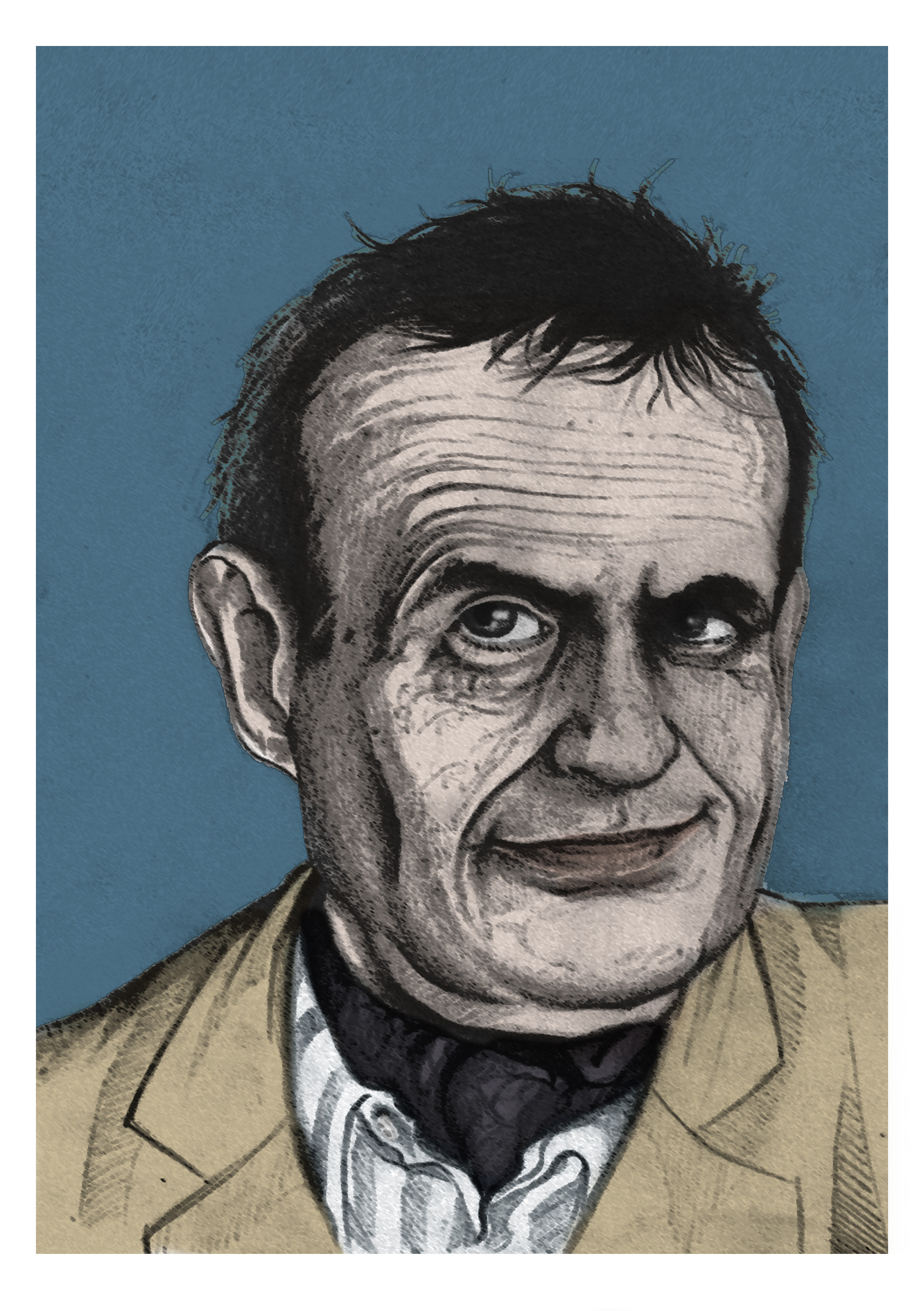
Retrato de Terenci Moix por Albert Pons.

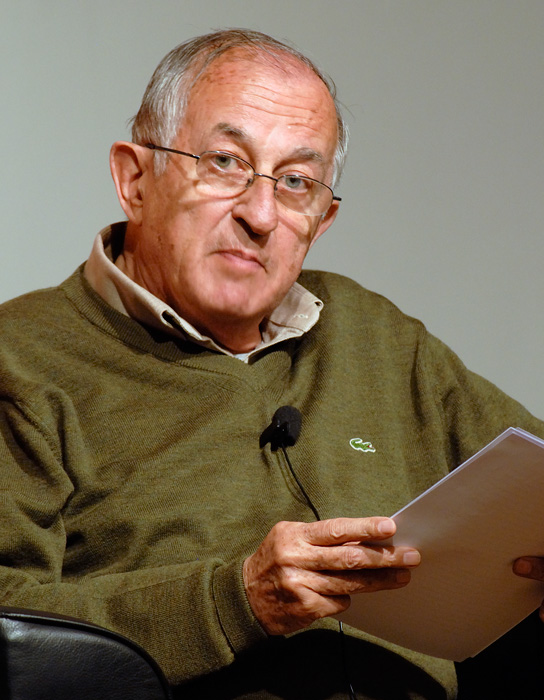
Juan Goytisolo fotografiado por Peter Groth en el Instituto Cervantes de Berlín (2008).

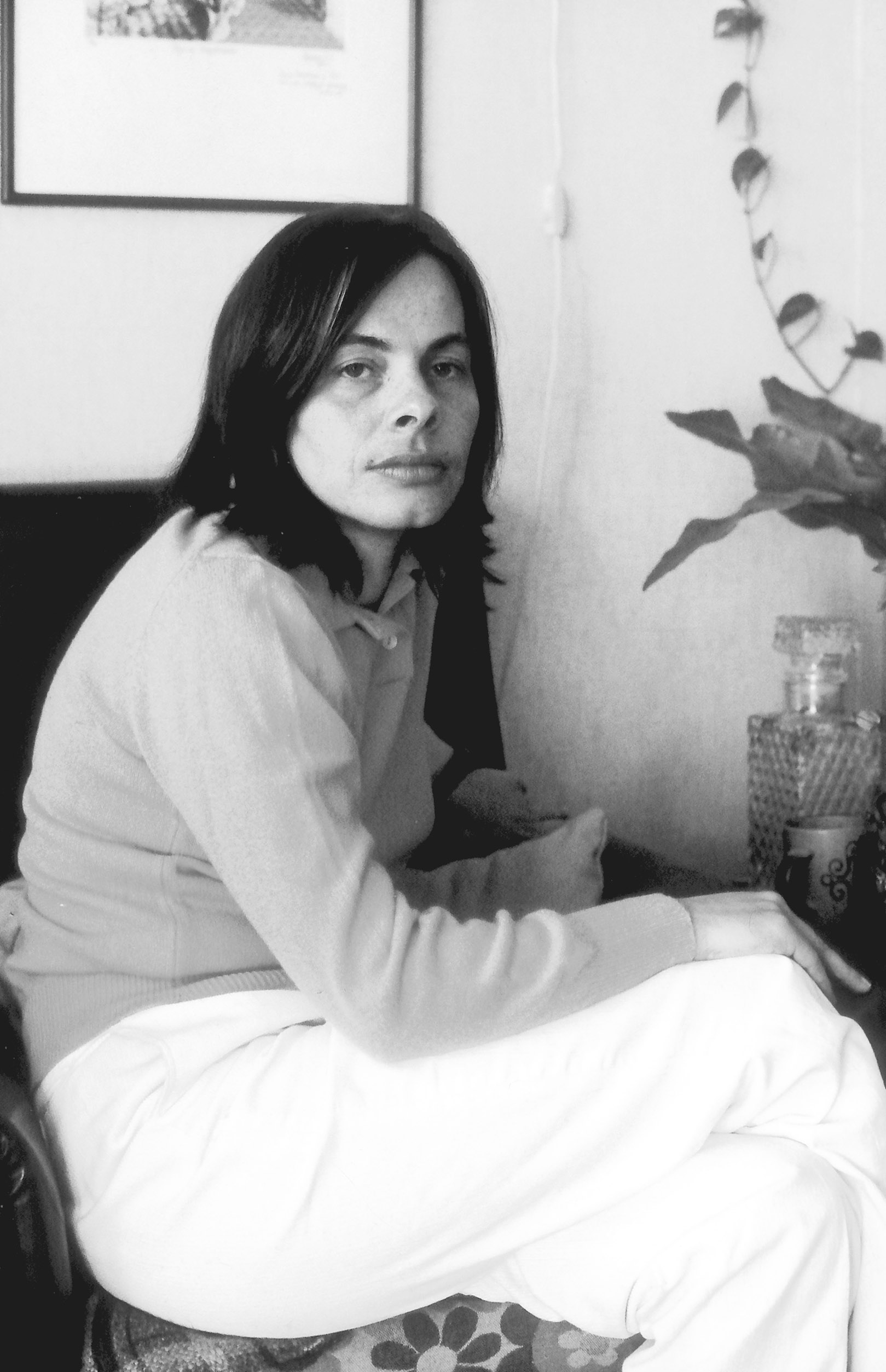
La escritora uruguayo-española Cristina Peri Rossi en 1986.

Se reitera en la obra de Brines esta búsqueda incesante de la Pureza, en un intento por ennoblecer, moralmente, la homosexualidad.

## Tras la dictadura franquista
Tras la muerte de Franco y la llegada por segunda vez de la democracia a España (la primera fue la de la Segunda República), se produjo una mayor libertad en el mundo editorial y afloró el tema homosexual (aunque la sociedad seguía siendo en aquellos años de la Transición fundamentalmente machista y homófoba). En fecha tan tardía como 1981 el ministro de cultura de Unión de Centro Democrático, Íñigo Cavero, tomaba represalias contra un programa de Radio Nacional de España en el que se había tratado sobre la homosexualidad.
Paradójicamente, pese al activismo político de algunos grupos reivindicativos durante los años 70, la literatura de los 80 apenas trató el tema político. La invisibilidad social de los homosexuales durante el franquismo y la falta de referentes en lengua española dentro de la literatura gay hizo que los nuevos autores (en el caso de los que pretendían hacer "alta cultura") tomaran como modelos a figuras como Oscar Wilde, Jean Genet, Marcel Proust, Arthur Rimbaud o el Conde de Lautréamont. Los autores con intención de realizar obras más comerciales fijaron su mirada en el mundo de la cultura de masas siendo especialmente importante para ellos el cine estadounidense.
De entre los autores cuyo éxito se sitúa a finales de la Dictadura o con la Transición destacan Juan Goytisolo (el más influyente fuera de España y que continúa la tradición del malditismo de Jean Genet con obras reseñables como Coto vedado y Carajicomedia), Luis Antonio de Villena (Ante el espejo, Chicos, Divino, Oro y locura sobre Baviera o El mal mundo), Antonio Gala y Terenci Moix, conocidos públicamente por sus frecuentes apariciones en televisión y por ser de los pioneros en declararse públicamente gais, ya a finales de los años 70.

"Nací a los años sesenta asumiendo que el amor entre hombres es una bendición y no el nefando delito que castiga la religión de los curas".
Terenci Moix (La Vanguardia, 22 de junio de 2019) 

En 1976 un excarmelita, Antonio Roig, publicó con gran éxito popular en la Editorial Planeta su novela Todos los parques no son un paraíso. Contenía elementos autobiográficos y describía sus encuentros sexuales en Londres ciudad en la que se refugió tras ser expulsado de su convento.

"El libro produjo un sentimiento de estupor en los medios conventuales. Durante algunas semanas fue como asistir a la gestación de una tempestad que llegó a tomar proporciones alarmantes. Tuve mucho miedo. En noviembre aparecieron las primeras reseñas en órganos informativos. Fue cuando los superiores decidieron intervenir. Interminables entrevistas, todas ellas en función de lo mismo: debía abandonar la institución o emigrar al extranjero para evitar el escándalo. Pero yo decidí permanecer para forzar una reflexión colectiva que ayudara a clarificar las ideas. No me marcharía hasta que legalmente me obligasen".
Antonio Roig (Periódico de Ibiza, 3 de febrero de 2002) 

La novela que mejor refleja el cambio de mentalidad de los homosexuales (y de toda la sociedad española) a partir del final del franquismo se debe a un autor heterosexual, Manuel Vázquez Montalbán, quien trató el asunto en su novela Los alegres muchachos de Atzavara (1987).

"Los alegres muchachos de Atzavara contiene toda una serie de aspectos cómicos, 
 sicológicos y sociológicos y resulta ser una agria reflexión sobre la transición y el fracaso del antifranquismo mediante las aventuras de un grupo de aposentados y reprimidos socialmente homosexuales"
José V. Saval (El motivo del viaje como análisis socio-político en Los 
alegres muchachos de Atzavara, Universidad de Edimburgo) 

Algunos autores gais reconocidos que iniciaron su obra literaria en la década de 1970 o en la de 1980 son Álvaro Pombo, Vicente Molina Foix (La comunión de los atletas) o Leopoldo María Panero. Este último cultivó un estilo moderno y fue un ejemplo de poeta maldito, de vida desordenada, escandalosa y marginal, con crecientes problemas psiquiátricos que, a partir de la década de 1980 le llevaron a estar recluido en distintos hospitales psiquiátricos.

Cuando Leopoldo publicó su segundo libro, “Teoría” (1973), era ya un famoso juvenil que mezclaba la mejor cultura con la germanía. Fue nuestro tiempo (hasta el 78) de chicos y vírgenes locas. Leopoldo era homosexual –y la gustaban chaperos, que alguna vez le pegaron porque no tenía para pagarlos- pero también iba con chicas. Leopoldo estuvo unos meses en la cárcel de Zamora entre los presos comunes por consumo de drogas
Luis Antonio de Villena

También se puede mencionar a Alejandro Céspedes, Leopoldo Alas Mínguez (por su poesía y su novela El extraño caso de Gaspar Ganijosa), Vicente García Cervera (ganador en 1985 del premio La Sonrisa Vertical de novela erótica con su obra Las cartas de Saguia-El-Hambra, la primera que publicaba), Jaume Cela, Eduardo Mendicutti, Alberto Cardín, Mariano García Torres, Pedro Menchén o a Agustín Gómez Arcos (quien escribió buena parte de su obra en el exilio y en lengua francesa). Eduardo Mendicutti es uno de los autores más populares. Según el crítico Pozuelo Yvancos

A Eduardo Mendicutti tiene mucho que agradecerle la literatura gay. Él convierte la temática homoerótica en algo normalizado, dirigido a todo tipo de público.

Mendicutti fue el primero en incluir en una novela suya una relación de tipo leather, aunque lo hizo con un tratamiento humorístico y también fue pionero al presentar una relación homosexual entre vaqueros, antes del éxito de Brokeback Mountain, en su novela Duelo en Marilyn City. En catalán se puede mencionar a Lluís Maria Todó (El joc del mentider, L’adoració perpètua), a Biel Mesquida, al mallorquín Blai Bonet (El mar), al valenciano Lluís Fernàndez (L'anarquista nu) y a los poetas Narcís Comadira, Jaume Creus o Gaspar Jaén i Urban. Terenci Moix también tiene obras en catalán, aunque escribió la mayor parte de su literatura en español. Entre sus libros, destaca el tratamiento de la homosexualidad en El día que murió Marilyn, Mundo macho, Amanmi, Alfredo, Garras de astracán y El peso de la paja. Eduardo Haro Ibars fue muy beligerante en la reivindicación homosexual, aunque no todos sus libros (escribió tanto ensayo, como poemas y narrativa) no lo reflejan en la misma medida. En palabras de Luis Antonio de Villena:

en su literatura [la de Haro Ibars] los temas gais no son habituales; era más gay él que su literatura
Luis Antonio de Villena, revista Dot Jown, marzo de 2013.

Rafael Chirbes comenzó su carrera como escritor en 1988 cuando quedó finalista del premio Herralde con su novela Mimoun, de tema homosexual. También es importante este asunto en su obra En la lucha final (1991) y en Paris-Austerlitz publicada póstumamente, en 2016.

"Yo ya estoy más para allá que para acá, con un pie en el abismo. Tengo 65 años en los que he disfrutado, son años bien fumados y bien bebidos, pero no creo que me quede mucha tierra por pisar"
Rafael Chirbes (El Mundo, 4 de marzo de 2014) 

En los años 80 Alberto Cardín publicó tres libros de poemas: Paciencia del destino (1980), Despojos (1981) e Indículo de sombras (1983).

"Cardín, en lo que sería otro grupo concéntrico, vive su homosexualidad a lo ancho y con ambas manos, en el grupo de los Nazario, los Ocaña, la contracultura popular y las performances escandalosas y divertidas que exhibían cotidianamente en las Ramblas y, puntualmente, en actos de infarto, como una intervención, en las históricas Jornadas Libertarias de Barcelona(...). Profesor de Antropología, muy recordado por sus alumnos de Bellas Artes de los 80, Cardín fue director del primer sello literario homosexual de España —El Rey de Bastos, Laertes—. Posiblemente fue, avant la lettre, la primera persona que formuló por aquí abajo lo queer —como todo en él, varias casillas antes—, no sólo a través de su vitalidad, sino de estudios sobre género y sexualidad".
Guillem Martínez (CTXT, 18 de mayo de 2016) 

En el ámbito teatral se estrenó en 1980 la obra de Francisco Ors Contradanza, una fantasía histórica basada en la suposición de que la reina Isabel I de Inglaterra era en realidad un hombre, y en la que se presentaba con naturalidad una reivindicación de la homosexualidad. La obra se estrenó en el Teatro Lara de Madrid, con dirección de José Tamayo, música de Antón García Abril y los actores José Luis Pellicena, Manuel Gallardo y Gemma Cuervo en los principales papeles. La repercusión de esta obra fue internacional y llegó a representarse en Estados Unidos, Japón y Cuba, en el caso japonés gracias al apoyo de la actriz Nuria Espert.Flor de Otoño, del dramaturgo José María Rodríguez Méndez, aborda la homosexualidad y el travestismo. Escrita en 1973, solo llegó a estrenarse en 1982, después de que se hubiera rodado la versión cinematográfica titulada Un hombre llamado Flor de Otoño.

### La gran eclosión de los años 90

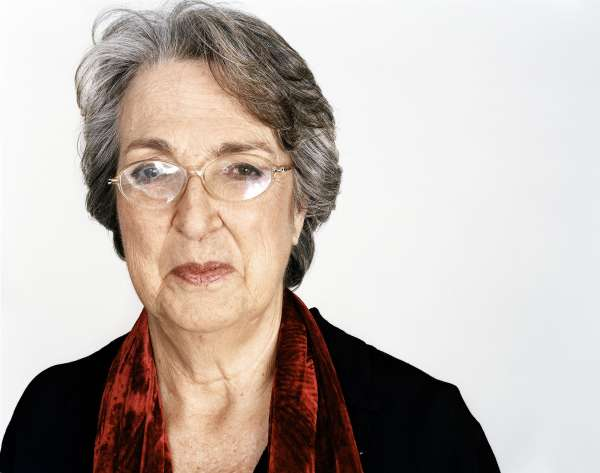
Esther Tusquets.

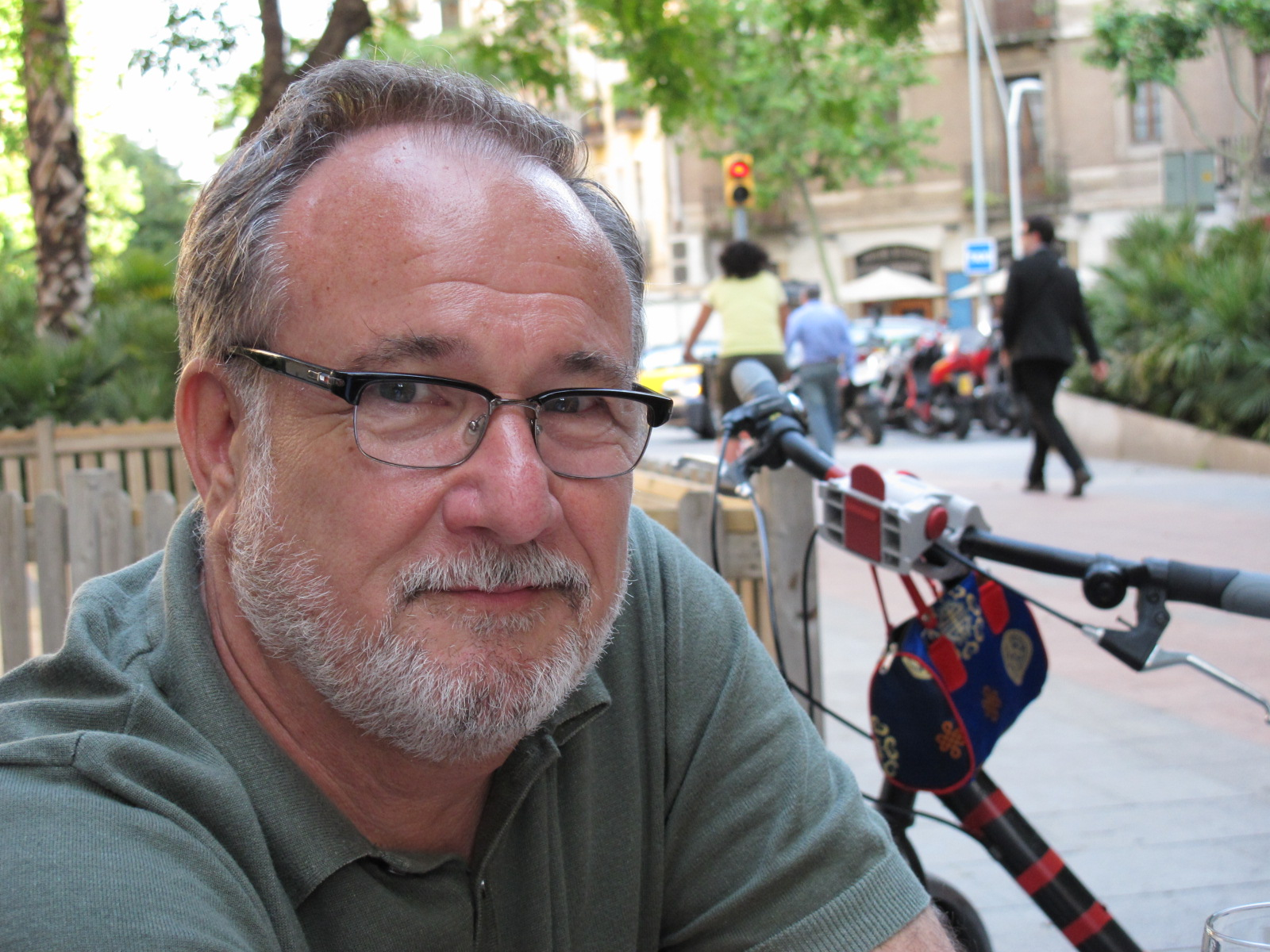
Lluís Maria Todó (2010).

Es en los años noventa cuando eclosionaron las publicaciones de tema homosexual, no solo poéticas y literarias, sino también teóricas, centradas en la teoría queer y la crítica al sistema heterosexista (en palabras de Luis Daniel Pino). Gràcies per la propina (Gracias por la propina) de Ferran Torrent se distingue de muchas de las novelas de décadas pasadas (las de Pombo, Chirbes, Lluís Fernàndez o Haro Ibars, por ejemplo) por no conducir a sus personajes hacia un final trágico o solitario, sino por resolver el conflicto que genera la homosexualidad en términos de aceptación y normalización y no trágicos o de aislamiento y disimulo. En la narrativa de los años 90 hay una evidente desdramatización y normalización de la vivencia homosexual en la literatura.
Las obras que tuvieron mayor repercusión comercial fueron los textos memorialísticos de Terenci Moix, las obras de ambientación histórica de Luis Antonio de Villena y la novela Patty Diphusa (1991) de Pedro Almodóvar, en forma de autobiografía de una actriz porno cuyas parejas son casi todas homo y bisexuales. En 1992 apareció la novela El gladiador de Chueca de Carlos Sanrune, una obra con abundantes escenas de sexo que trata sobre las andanzas de un chapero en el barrio de Chueca y cuya calidad ha sido discutida, aunque su éxito la llevó a ser una de las primeras novelas sobre esta temática traducidas a una lengua extranjera. En estas fechas se publicaron también novelas como De hombre a hombre (1997) de Antonio Fontana.
Un caso especial fue el del peruano Jaime Bayly, cuyas primeras novelas tuvieron un gran impacto y fueron un éxito de ventas y de crítica en España, especialmente No se lo digas a nadie, 1994, que contó con el apoyo crítico de El País y, aparte de reflejar con franqueza la vida homosexual en Perú, a juicio del crítico Miguel García-Posada también la novela destacó por crítica social y por su antirracismo. Con todo, algunos pretendieron explicar su éxito no por los méritos literarios del libro sino por el apoyo del lobby rosa. No se lo digas a nadie vendió en su lanzamiento en España cerca de 40 000 ejemplares, una cifra excepcionalmente alta para un autor primerizo y entonces desconocido.
En 1999 el periodista y crítico cultural Luis Algorri publicó la novela Algún día te escribiré esto (Editorial Egales), que posteriormente fue traducida a cinco idiomas.
La bisexualidad es uno de los asuntos principales de la novela La regla de tres de Antonio Gala, publicada en 1996. El protagonista, el escritor maduro y bisexual Octavio Lerma, entabla una relación simultánea con Asia, una mujer de su edad, y con el marido de esta, un hombre joven llamado Leo. La novela no tuvo buenas críticas. El crítico de El País Luis de la Peña la reprochó su superficialidad y su falta de verosimilitud.
También empezaron a hacerse visibles en estas fechas las primeras autoras lesbianas. Gloria Fuertes nunca quiso que se hiciera público, pero otras poetas sí declararon abiertamente su homosexualidad, como Andrea Luca o Cristina Peri Rossi. Peri Rossi había comenzado su carrera literaria en Uruguay, en la década de 1960, pero se exilió en 1972 en España y en Barcelona escribió la mayor parte de sus obras, de fuerte contenido político, comprometido y combativo. 
Algunas otras autoras han tratado temas de amor entre mujeres, como Ana María Moix, Ana Rossetti, Esther Tusquets (El mismo mar de todos los veranos, El amor es un juego solitario, Varada tras el último naufragio, Con la miel en los labios), Carmen Riera, Elena Fortún, Isabel Franc (Entre todas las mujeres, Con pedigree, Plumas de doble filo, La mansión de las tríbadas) o Lucía Etxebarría, en la novela Beatriz y los cuerpos celestes, Premio Nadal 1998. y en otras obras posteriores como Nosotras que no somos como las demás o muchos de los cuentos de Una historia de amor como otra cualquiera, en las que los personajes lésbicos conviven con otros heterosexuales, mostrando la sexualiiad humana desde una perspectiva amplia, sin reducir el lesbianismo al gueto o a lo prohibido. Clara Usón publicó su primera novela en 1998, Noches de San Juan (Premio Femenino Lumen 1998), en las que cuenta las fiestas dedicadas a san Juan en la ciudad de Ciudadela de Menorca, con un tono que Ana María Moix calificó de almodovariano. En lengua catalana, hay que destacar a Maria Mercè Marçal.

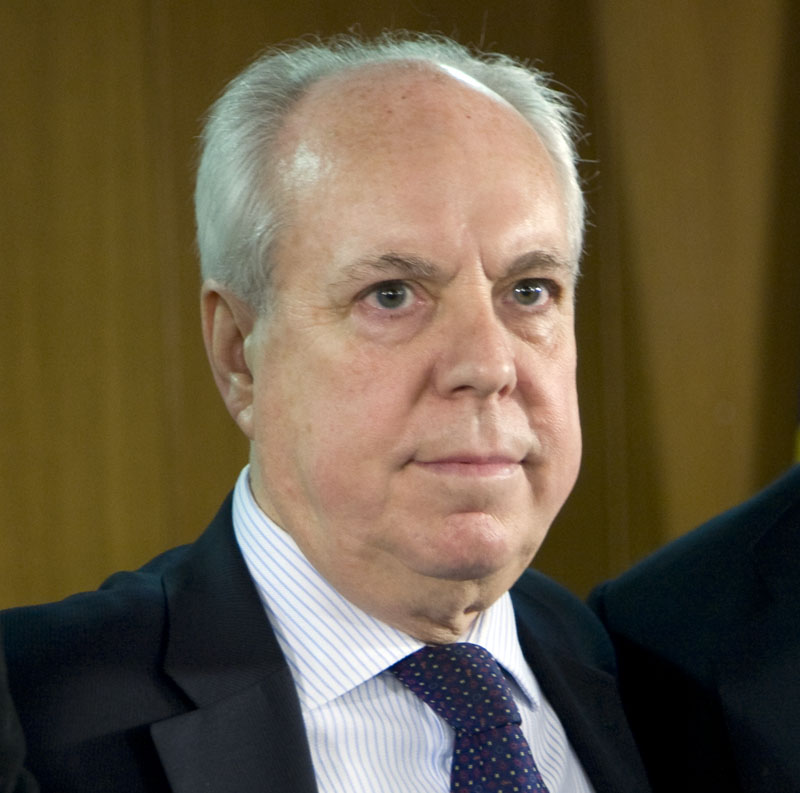
Eduardo Mendicutti en 2011.

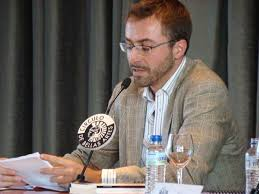
El poeta Rafael-José Díaz en el Círculo de Bellas Artes de Madrid (2011).

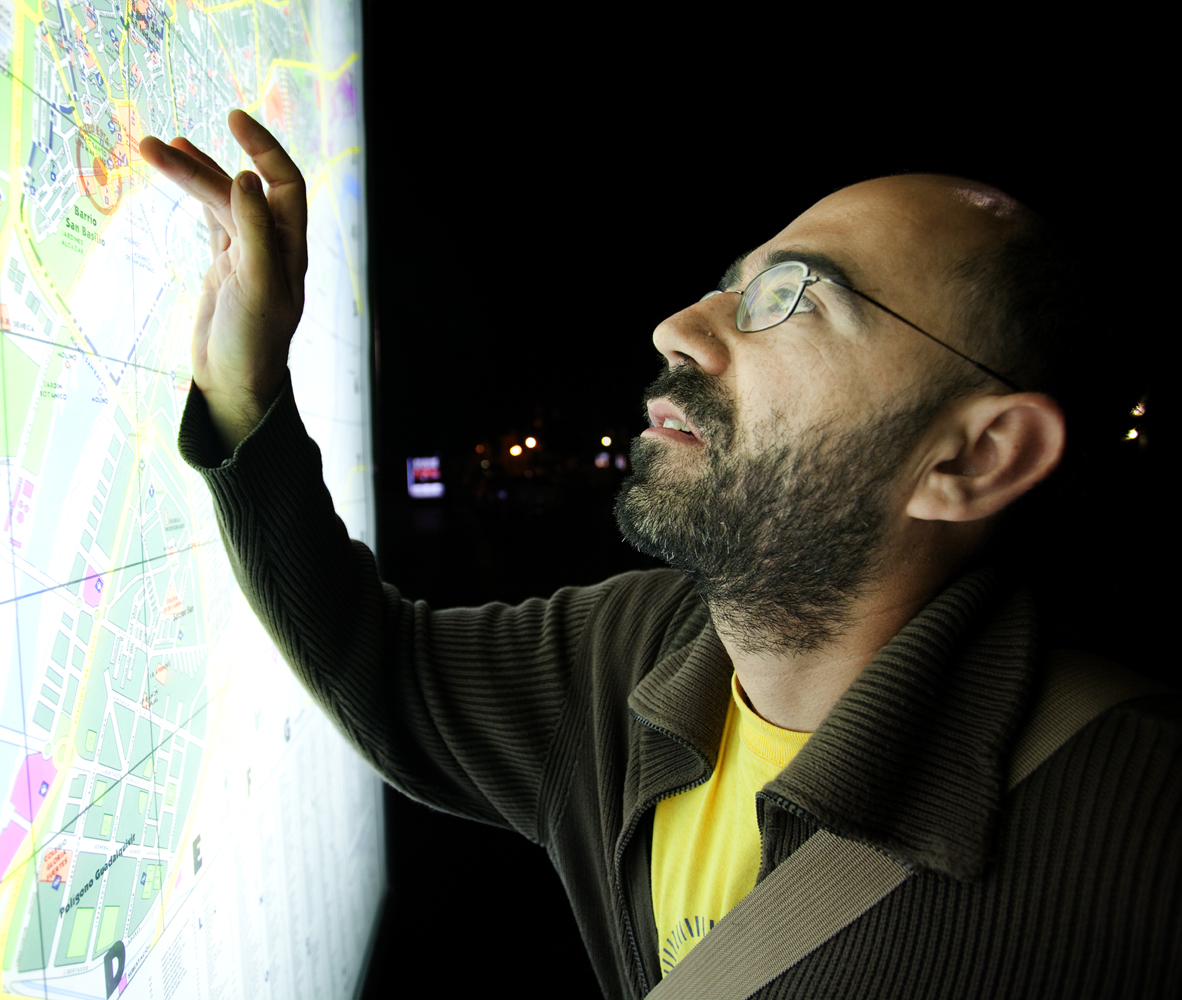
Oscar Esquivias en Córdoba (2010). Foto de Asís G. Ayerbe.

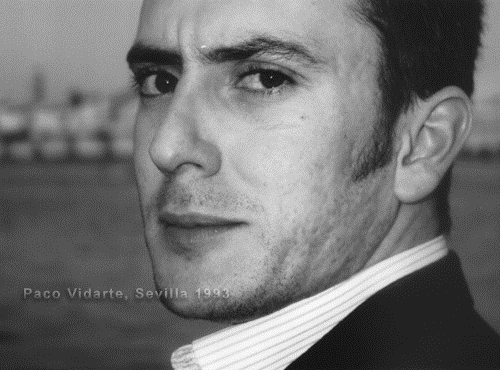
El ensayista y activista Paco Vidarte en Sevilla (1993). Foto de Susanne Lieber.

#### Teatro
En el ámbito teatral también se escribieron obras en las que la homosexualidad fue el asunto principal, como Qué más da de Jesús Alviz, obra de trasfondo biográfico sobre un escritor y el mundo de la marginación social, las drogas y la homosexualidad. En Testamento, de Josep Maria Benet, se narra la relación entre un culto profesor homosexual y un joven chapero. La obra llamó la atención de la crítica por exponer crudamente una relación homosexual mercenaria, lo que al crítico teatral Lorenzo López Sancho le pareció una perversa forma de teatro bien hecho que no es lo mismo, quizá, que buen teatro. La obra fue adaptada al cine en 1998 con el título de Amigo/Amado, dirigida por Ventura Pons.
Otra obra famosa también por su adaptación posterior al cine fue Krámpack de Jordi Sánchez, estrenada en 1998.
Dentro del ámbito del teatro popular, sin grandes pretensiones artísticas, uno de los dramaturgos que trataron la temática gay fue Rafael Mendizábal, quien había tenido grandes éxitos de taquilla en la década de 1980 con comedias protagonizadas por Florinda Chico o Rafaela Aparicio. En 1994 estrenó en el teatro Victoria Eugenia de San Sebastián Feliz cumpleaños, señor ministro (Premio Ciudad de San Sebastián 1992), donde aborda la homosexualidad y la transexualidad. Con todo, su obra más importante sobre homosexualidad fue, según Pedro Víllora,  Madre amantísima (estrenada en Madrid, en 2003) que supuso una novedad importante al abordar el asunto desde presupuestos ideológicos conservadores y burgueses.

Madre amantísima es una contribución importante a este discurso en pro de la normalización y liberación de tabúes sociales. [...] Madre amantísima una obra idónea para hablar a las familias burguesas y abrirles los ojos a esa realidad que es suya pero que no siempre saben –o no quieren- ver. [...] Madre amantísima no sólo no cuestiona los ideales de la sociedad burguesa y conservadora sino que hace un auténtico canto de amor a la familia tradicional [...]. Puede acusarse a esta obra de compromiso con los poderes fácticos y se estará en lo cierto, pero también es cierto que es ahí donde radica uno de sus atractivos.

Por su parte, el teatro popular de variedades en circuitos alternativos siempre ha tenido espectáculos de marcado carácter gay, basados en el transformismo, el humor y el cabaré. Shangay Lily consiguió cierta notoriedad en el Madrid nocturno de los noventa por organizar el llamado Shangay Tea Dance, que trajo a España el concepto anglosajón de fiestas temáticas en diferentes locales. Un intento de dar un carácter más literario a este tipo de celebraciones y espectáculos fue el de la obra Sota, caballo y gay de Manu Berástegui, que se representó en el Teatro Estudio de Madrid en 1999.

#### Ensayo
También aparecieron numerosos ensayos, entre los que destacan Homografías y Extravíos, ambos escritos por Ricardo Llamas y Francisco Javier Vidarte, y Salir del armario de Alfonso Llopart. Joan Martínez Vergel publicó un libro de entrevistas con gais españoles que se tituló Gai, ¿el quinto poder?  (Volter, 2005).

## 

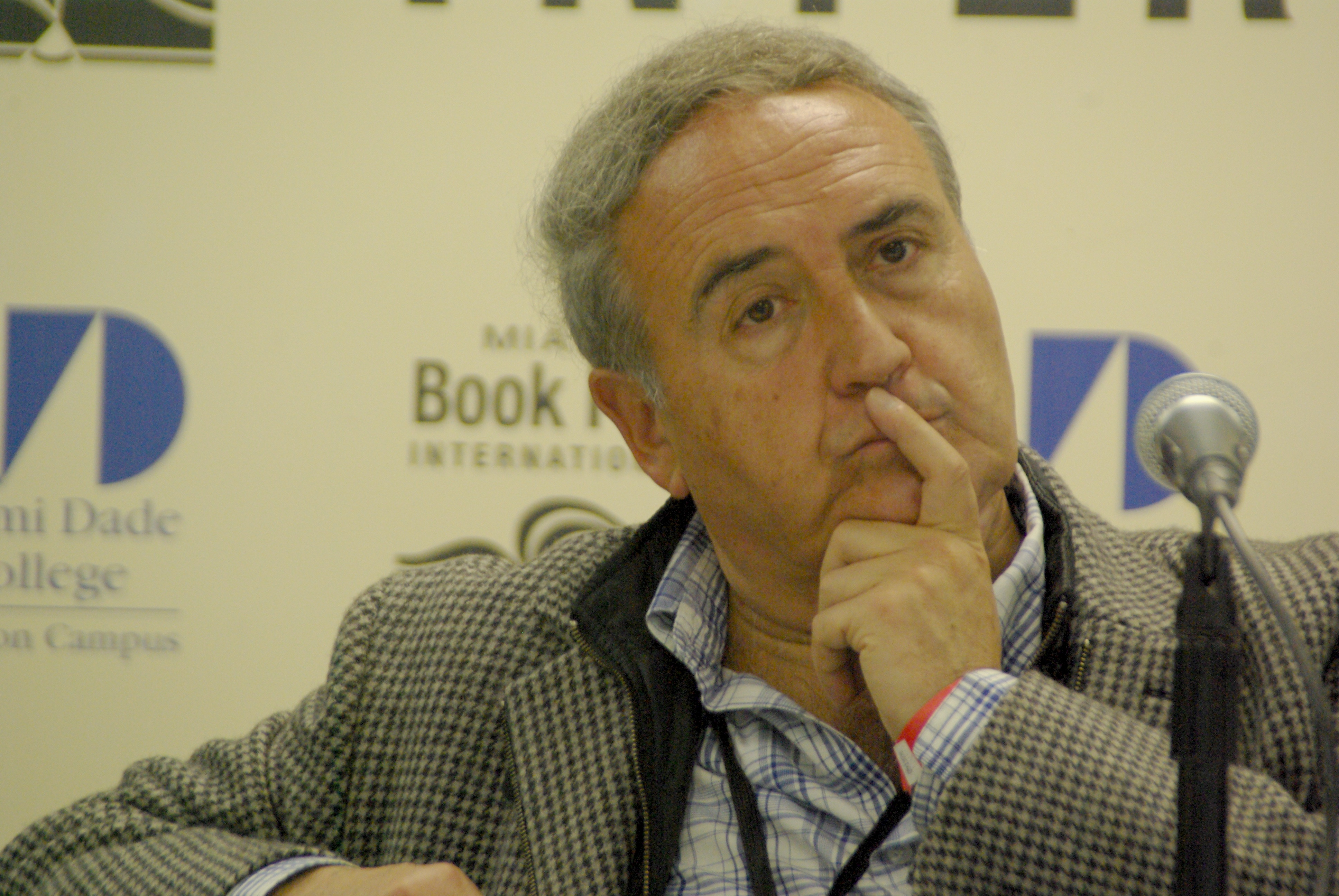
Vicente Molina Foix en la Feria Internacional del Libro de Miami (2011).

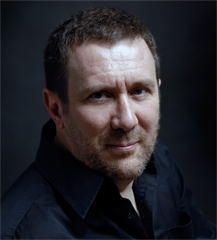
Luisgé Martín fotografiado por Germán Gómez (2012).

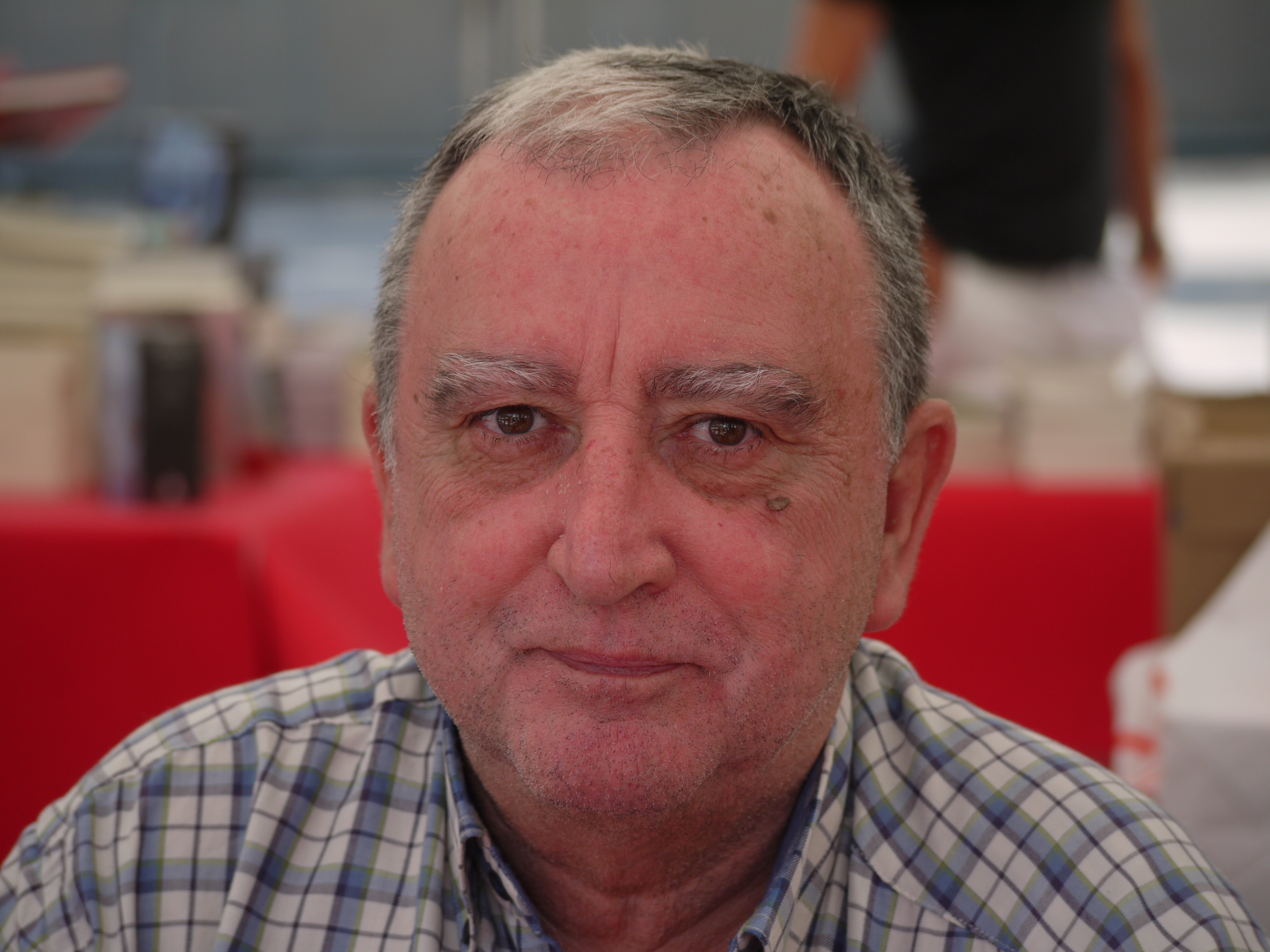
Rafael Chirbes en 2009, en la Comédie du Livre de Montpellier.

## SigloXXI

### Narrativa
La normalización de la homosexualidad en la sociedad española en el siglo XXI también se manifestó en el mundo editorial y las obras con esta temática ya no se consideraron marginales o excepcionales. El crítico Miguel Rojo, refiriéndose al libro de cuentos Pampanitos verdes de Oscar Esquivias afirmó: 

Una homosexualidad del siglo XXI en un país avanzado que no genera más conflictos que si el protagonista fuera heterosexual o bizco.

Incluso, autores heterosexuales plantean en sus tramas asuntos de un fuerte contenido homoerótico, como Juan Bonilla en Los príncipes nubios (premio Biblioteca Breve), Marta Sanz con la serie de novelas sobre Zarco, el detective gay, o Javier Reverte en El médico de Ifni.
Esa vivencia normalizada de la homosexualidad fue puesta de relieve por la crítica al reseñar la novela Isaac y las dudas de Lluís Maria Todó, escrita originalmente en catalán y traducida al español por Luis Algorri. El tratamiento de la homosexualidad ha sido una constante en la obra de Todó. En 2015, publicó simultáneamente en catalán y castellano El último mono, una novela centrada en un joven heroinómano gay que recae en su adicción por tercera vez, tras intentar rehabilitarse.
En 2005 se publicó la novela California de Eduardo Mendicutti, donde se refleja la evolución de los homosexuales en España y cómo (en el momento de la discusión sobre el matrimonio igualitario en España) el personaje protagonista toma conciencia de la necesidad de tomar partido, involucrarse políticamente y cambiar la sociedad. De alguna manera, la novela refleja el camino de los homosexuales en España, de cómo pasaron de la marginalidad y el desprecio a ser un colectivo organizado, reconocible e influyente, que consiguió el reconocimiento legal de sus derechos. Su novela Otra vida para vivirla contigo (2013) cuenta una historia romántica entre un concejal y un escritor y, para el crítico Pozuelo Yvancos, es un signo más de la normalización romántica, en el sentido de sentimental, de la literatura gay. En 2016 Mendicutti publicó Furias divinas (Tusquets), una novela sobre travestis ambientada en La Algaida (trasunto literario de Sanlúcar de Barrameda, pueblo natal del autor).
El caso de Álvaro Pombo es significativo: sus primeros versos eran ambiguos y crípticos y su obra, paulatinamente, ha ido mostrando con mayor franqueza el tema homosexual, que en su caso ha vivido de forma conflictiva (Martínez Expósito lo considera un ejemplo de homofobia internalizada). En 2006 Pombo publicó Contra natura, novela en la que el tratamiento de la homosexualidad tiene un empeño y una profundidad como pocas veces se había visto en la literatura española. La novela abarca un amplio periodo temporal, desde el primer franquismo hasta los primeros años del siglo XXI, y retrata personajes de la propia generación de Pombo. Pozuelo Yvancos calificó la obra de 

cruda, explícita, tremenda, esforzada en sumarse al asunto de otro modo, contra la moral de la trivialización, pensando un problema, con igual empuje que siempre tuvo (ya lo hizo antes en «El cielo raso», y antes en «Los delitos insignificantes») y con una introspección psicológica en sus personajes como he conocido pocas.

 El propio autor, Álvaro Pombo, presenta en el epílogo de la novela las claves autobiográficas que alientan un relato en el que se presentan distintos modelos de vivir la homosexualidad (uno de ellos, el encarnado en el personaje de Javier Salazar parece ser el más cercano a la experiencia del propio Pombo: la de un hombre culto, intelectual, cuya relación con su sexualidad es problemática e insatisfactoria, que no puede vivirla con despreocupación, felicidad ni plenitud y que alberga sentimientos cercanos a los de Thomas Mann, quien vinculaba la homosexualidad con la muerte).
En 2006 se publicó la novela coral Viaje al centro de la infamia, escrita por el historiador Miguel Ángel Sosa Machín. Está ambientada a mediados de la década de 1950 y recrea literariamente un lugar real, la Colonia Agrícola Penitenciaria de Tefía, en Fuerteventura, prisión en la que, durante el franquismo, se quiso reeducar a los homosexuales a través de trabajos forzados, especialmente del picado de piedra.
En 2009 se publicó la novela de Leopoldo Alas Mínguez La loca aventura de vivir (Odisea, 2009), una desenfadada historia ambientada en el barrio de Chueca. En 2009 se publica en catalán la novela de Núria Añó Núvols baixos (Omicron, 2009). Si bien su protagonista indiscutible es Gabriele, la novela relata la vida de tres mujeres en busca de su identidad después de toda su existencia. Un balance que muestra la complejidad de las tres situaciones y en donde su sexualidad fluctúa y todos los tipos de amor encuentran su representación. La novela policiaca El primer caso de Cate Maynes (Egales, 2011) de Clara Asunción García tiene como protagonista a una detective lesbiana. Combina elementos propios de las novelas policiacas (especialmente las norteamericanas) pero también de las románticas y las eróticas, hasta el punto de mostrar abiertamente escenas eróticas lésbicas de su protagonista.
También en 2011 se publica la novela La edad de la ira, con la que Nando López fue finalista del Premio Nadal 2010 y que fue adaptada también a la televisión por Atresplayer en la serie homónima. Tras ella publicó otros títulos de teatro, narrativa y novelas juveniles, como Hasta nunca, Peter Pan, La inmortalidad del cangrejo, El sonido de los cuerpos, Cuando todo era fácil. En Los elegidos (2023) abordó la persecución de los homosexuales en los años cincuenta tras la reforma de la Ley de Vagos y Maleantes y la creación de campos de concentración como el de Tefía. En cuanto a sus libros juveniles con protagonistas LGTBI+ figuran títulos como Cuál es tu lucha, Nadie nos oye o La versión de Eric, con este último —protagonizado por un adolescente trans— consiguió el Premio Gran Angular 2020. 
El escritor Vicente Molina Foix y el poeta Luis Cremades publicaron en 2014 un libro escrito conjuntamente titulado El invitado amargo. En esta obra se intercalan los capítulos escritos por cada uno de los autores en los que rememoran la relación amorosa que tuvieron entre sí décadas atrás, a partir de 1981. Según Santos Sanz Villanueva

Este libro de género indefinido —¿novela, crónica, autobiografía?— podría haberse ceñido a su meollo, los vericuetos transitados por una difícil relación amorosa, pero alcanza un valor documental no secundario. En buen medida ofrece un curioso testimonio del mundillo literario madrileño de los años 80 desde la perspectiva parcial de un grupo de sus protagonistas.

También en 2014, la novela de Almudena Grandes Las tres bodas de Manolita describe la situación de las personas homosexuales en la España inmediatamente posterior a la Guerra civil española, a través de personajes secundarios, pero claves en el desarrollo de la narración, como Paco Román, la Palmera, la madre Carmen o, convertido en personaje, el escritor real Antonio de Hoyos y Vinent. En ese mismo año, la poeta Ariadna G. García publica su primera novela, Inercia (Baile del Sol, 2014), donde una de las protagonistas es lesbiana.
Aparte de los citados narradores, aparecieron o se consolidaron nuevos autores gais como, en catalán, David Vilaseca (L'aprenentatge de la soledat, 2007),  y en español Óscar Hernández Campano (El viaje de Marcos, ganadora del IV Premio Odisea), Susana Hernández (creadora del personaje de la policía nacional Santana, una investigadora lesbiana, protagonista de varias novelas, como Curvas peligrosas o Contra las cuerdas), Luisgé Martín (con La muerte de Tadzio), Roberto Enríquez (con Mansos), Íñigo Sota Heras con su primera novela, Las distancias cortas (2008), Óscar Esquivias (Jerjes conquista el mar, La marca de Creta, Pampanitos verdes, Andarás perdido por el mundo), Ángel Román (Licantropía emocional), Chris Pueyo (El Chico de las Estrellas), José Luis Serrano (Hermano, Sebastián en la laguna, Lo peor de todo es la luz) o Alejandro Palomas (A pesar de todo, 2002; El tiempo del corazón, 2002; Una madre, 2014).
Entre las autoras, cabe destacar a Libertad Morán, Josa Fructuoso Marta Garzás o Mila Martínez, quien ganó el Premio Fundación Arena de Narrativa LGTBQ con su novela La daga fenicia, cuarta entrega de una serie de novelas que comenzó a publicar en 2009.
En 2016 y de forma póstuma se publicó la última novela de Rafael Chirbes, en la que estuvo trabajando hasta pocos meses antes de su muerte. Se titula Paris-Austerlitz y contiene elementos autobiográficos. Ambientada en París, cuenta la relación de una pareja gay entre un joven pintor madrileño y un obrero de ascendencia normanda, mucho mayor de edad que él y que contraerá el sida. Ese mismo año, Luisgé Martín publicó su libro autobiográfico El amor del revés (Anagrama, 2016), unas memorias en las que cuenta el descubrimiento y progresiva aceptación (con etapas de rechazo y tratamiento psicológico) de su homosexualidad. Luis Antonio de Villena publicó en 2017 su libro de memorias Dorados días de sol y noche (Pre-Textos), que abarca su vida entre 1974 y 1996; en esta obra, el mundo homosexual (especialmente el madrileño) tiene un gran protagonismo.
En 2023 aparece el primer libro de Ángel Borreguero, colección de estampas o retratos en prosa lírica donde aflora el mundo urbano del deseo. Los muchachos de la mala vida que se reúnen en estos frisos tienen trazos fauvistas y expresionistas, y también pinceladas cubistas, ya que a veces la realidad se ofrece desde distintos ángulos o perspectivas. En este libro, el narrador se divierte con el olor a plástico o a batido de frutas, pero de repente introduce una cita culta, de Shakespeare, Canetti, Peter Handke o D'Annunzio. Este libro de Ángel Borreguero, que podría encuadrarse en la tradición prosística barroca española que va de Quevedo a Francisco Umbral, está prologado por Luis Antonio de Villena y epilogado por Mario Martín Gijón y Elvira Navarro. 
En las primeras décadas del siglo XXI cobra también protagonismo la literatura trans, queer y de personas no binarias, con autores como Paul B. Preciado, Alana S. Portero, Roberta Marrero o Ángelo Néstore, y la influencia de autores latinoamericanos como Pedro Lemebel o Camila Sosa Villada.

#### Antologías narrativas
Asalto a Oz, antología de relatos de la nueva narrativa queer (Dos Bigotes, 2019) reúne quince autores representativos de la evolución de los intereses LGBTQI en estos últimos años. Según Luisgé Martín, respecto a la obra de generaciones anteriores (simbolizada en la antología Lo que no se dice), los más jóvenes han abandonado el planteamiento problemático de su homosexualidad, se cuestiona la división por géneros, las transexualidad para a ser un argumento principal (vivida con el rechazo social que antes se reservaba a la homosexualidad), aumenta el número de autoras, no hay humor y los cuentos dejan de aspirar al modelo narrativo borgeano.

##### Monografías
En 2004 se publicó la antología Tu piel en mi boca (editorial Egales), con cuentos homoeróticos de Luis Antonio de Villena, Marcelo Soto, Lawrence Schimel, Norberto Luis Romero, Pablo Peinado, Mario Merlino, Eduardo Mendicutti, Antonio Jiménez Ariza, José Infante, Juan P. Herráiz, Francisco J. Gutiérrez, Luis G. Martín, Luis Deulofeu, Moncho Borrajo, Luis Algorri y Leopoldo Alas Mínguez.
Por lo escasamente representadas que están las autoras lesbianas en el conjunto de las obras publicadas, fue significativa la antología Voces en la narrativa lésbica (2007), seleccionada por Minerva Salado, con veinte autoras (no solo españolas sino también hispanoamericanas) y con una amplia variedad de textos en prosa, verso y prosa poética.
En 2014 se publicó Lo que no se dice (Dos Bigotes), antología con relatos inéditos de autores gais españoles que aportaron su visión personal sobre distintos tópicos característicos de la sociedad española en los que la homosexualidad no termina de ser aceptada (el fútbol, la tauromaquia, la Iglesia, el mundo rural, etc). Así, Luis Antonio de Villena escribió sobre el servicio militar, Eduardo Mendicutti acerca de un torero homosexual (pese a que al autor le repugna la fiesta de los toros), Luisgé Martín sobre el fútbol, Lluís Maria Todó sobre los boy scouts en la Cataluña de los años 60, Nando López sobre la homofobia en la Educación Secundaria, Óscar Esquivias sobre catequistas católicos, Luis Cremades sobre un coro parroquial, Lawrence Schimel sobre el flamenco, José Luis Serrano acerca de la homosexualidad en el proletariado, Óscar Hernández Campano ambienta su historia en un caserío del País Vasco y Álvaro Domínguez Rodríguez-Volta sobre una familia conservadora. El libro está ilustrado por Raúl Lázaro.
El libro de relatos Ábreme con cuidado (2015) planteó el reto de homenajear a grandes figuras literarias femeninas (Patricia Highsmith, Virginia Woolf, Marguerite Yourcenar, Carson McCullers o Gloria Fuertes, entre otras) convirtiéndolas en protagonistas de cuentos inéditos de Isabel Franc, Clara Asunción García, Pilar Bellver, Carmen Samit, Gloria Fortún, Lola Robles, Carmen Nestares, Carmen Cuenca y Gloria Bosch Maza.

### Poesía
El discurso poético sobre la homosexualidad, para el crítico Martín Rodríguez-Gaona, se manifiesta en la poesía española de principios del siglo XXI con mucha sobriedad y prudencia, evitando lo polémico:

Resulta reveladora la ausencia de poemarios que exploren la agresividad propia de la cultura queer, en la línea definida por Michel Foucault (Histoire de la sexualité, 1976), Judith Butler (Gender Trouble, 1990) o Virginie Despentes (King Kong Théorie, 2006).

Una de las excepciones sería Diario de un gato nocturno de Javier Gato, poemario que insiste en la descripción de una sexualidad explícita, relacionada con el mundo del consumo de drogas y con ambientes marginales.

La homosexualidad copa el libro con sus grandes deseos, con acentos lúbricos, con lenguaje explícito, con prácticas de riesgo, con una enajenación sexual que deja de lado otros modelos de vida homosexual.
Jordi Sierra Márquez

Destacaron autores como Juan Antonio González Iglesias, Luis Muñoz, Rafael-José Díaz y Ariadna G. García. Del primero, Luis Antonio de Villena declaró que era uno de los mejores poetas jóvenes de España:

Salmantino antiguo, pindárico moderno, amante de la flexibilidad, como cuerpo y energía, este refinado filólogo es un absoluto moderno. Pero también (y quizá por lo mismo) un claro disidente. […] Homosexual convencido del mejor y más cultivado "eros socrático", […] Juan Antonio se siente cristiano. Quizás heterodoxo. […] Su límpida, honda, clara, cinceladísima poesía [está] nutrida de tradición y cultura.
Luis Antonio de Villena

Los poemas de Luis Muñoz cultivan el minimalismo sentimental y en ocasiones evocan a autores gais afines al poeta, como Juan Gil-Albert o Paul Verlaine. En sus dos versiones del poema «Homosexualidad» (publicado en su libro Correspondencias) el crítico José Luis García Martín ha querido ver la representación de dos etapas en el desarrollo erótico de un homosexual: una primera de aislamiento y otra de aceptación de su sexualidad.
Por su parte, Rafael-José Díaz había comenzado sus publicaciones la década anterior y en 2007 editó Antes del eclipse (Pre-Textos), en el que profundiza los temas que había tratado anteriormente y aborda sin ambages el erotismo homosexual:

El poeta trata de rescatar, ante todo, sus experiencias eróticas: no es casual que el libro comience con un poema dedicado a las sábanas que el protagonista, solitario, abandona una mañana: […]. El amor erótico, vivido a través de distintas experiencias de índole explícitamente homosexual, ha dejado tras de sí una sucesión de rostros que se superponen en la memoria, cuyo recuerdo llega a satisfacer al espíritu, sí; pero cuyo carácter provisional, episódico, no se corresponde con la ambición de infinito que alienta en el poeta. No obstante, tales carencias, lejos de sumirlo en la desesperanza, lo estimulan a seguir buscando nuevos cuerpos en los que anudarse, en los que fundir la esencial soledad del individuo.
Carlos Javier Morales

Ariadna G. García ha abordado el amor en sus cinco libros de poemas sin ocultar su homosexualidad. En otras ocasiones, sus textos se deslizan hacia la crítica social y la denuncia de la discriminación homófoba. Otros poetas LGTB que se dan a conocer en la década de los 2000 son J. Ricart, Iñaki Echarte, o Sofía Rhei, y, en las décadas sucesivas, autores como Ángel Borreguero, Sara Torres o Pol Guasch.

#### Antologías poéticas
Aparecieron antologías como Mujeres que aman a mujeres (antología de poesía lésbica realizada por Carmen Moreno Pérez en 2012), Blanco nuclear. Antología de poesía gay y lésbica última, de Luis Daniel Pino (Sial, 2011), donde antologó poemas de Alberto Acerete, Cristian Alcaraz, Ariadna G. García, Sofía Rhei o Lawrence Schimel, entre otros, o Correspondencias, una antología de poesía contemporánea LGTB española (Egales, 2017).

### Teatro
La homosexualidad planea en varias obras del catalán Josep Maria Miró. Su obra Gang bang (2011) se ambienta en un bar gay durante una visita papal y tiene escenas explícitas de sexo gay. Hubo protestas de grupos religiosos que consideraron que su representación era «una ofensa grave y oportunista a los católicos».
Guillem Clua estrenó en 2012 Smiley, una comedia romántica sobre dos homosexuales. Nando López ha abordado también las relaciones homosexuales tanto en su obra narrativa como en la dramática. En la Sala Triángulo de Madrid estrenó en 2012 su obra Cuando fuimos dos, publicada por la editorial Ñaque. Esta obra se repuso en el teatro Infanta Isabel en 2013. Posteriormente, Nando López ha abordado la realidad LGTBI en títulos estrenados dentro y fuera de España, como #malditos16 (obra candidata a los Premios Max en Autoría Revelación), La edad de la ira, Desengaños amorosos (versión libre de las novelas de María de Zayas y obra candidata a los Premios Max 2020 a la mejor versión) o Los amores diversos, entre otras. 
También en la Sala Triángulo Juan Carlos Rubio estrenó en España en 2005 su obra Las heridas del viento, que se repuso en 2013 en el Teatro Lara de Madrid tras haberse representado en Nueva York y varios países de América Latina, con un nuevo reparto en el que la actriz Kiti Mánver interpreta a un hombre. Otro autor que ha abordado repetidamente las temáticas homosexuales ha sido Alejandro Melero, autor de Climax (cuya reposición abrió la temporada en el Teatro Alfil en 2013) o Una vida perfecta, estrenada en 2013.
Alberto Conejero presentó en 2014 Cliff / Acantilado, texto ganador del Certamen Internacional Leopoldo Alas Mínguez para textos teatrales LGTB 2012 (más conocido como LAM) un drama inspirado en algunos episodios de la biografía del actor Montgomery Clift, estrenado anteriormente en Buenos Aires con dirección de Alejandro Tantanian. Otros textos del mismo autor que abordan, de un modo u otro, el tema de la homosexualidad son Húngaros y La piedra oscura, obra que aborda la relación entre Rafael Rodríguez Rapún y Federico García Lorca. También La geometría del trigo, obra por la que ganó el Premio Nacional de Literatura Dramática en 2019 y En mitad de tanto fuego, monólogo que reescribe la Ilíada de Homero desde el punto de vista de Patroclo.
La obra de Guillem Clua La golondrina (2017) obtuvo un gran éxito comercial internacional. Escrita bajo la impresión de la masacre de la discoteca Pulse de Orlando, trata sobre la confesión de la condición de homosexual de un muchacho (fallecido en un atentado) que su novio hace a la madre del difunto.
En 2018, Luis Miguel Sánchez Mota ganó el Premio Fray Luis de León con el texto de Latidos, en el que aborda la relación de amistad que se produce entre un joven y un hombre maduro que se conocen haciendo cruising.
Pedro Montalban Kroebel también ha abordado el tema de la homosexualidad en algunas de sus obras teatrales. En 2004 estrenó La fascinación de Gil-Albert. Escrita a partir de textos de Juan Gil-Albert para los actos de celebración de su centenario, y publicada en 2006, la obra presenta al propio Gil-Albert como protagonista y en ella se vierten las reflexiones sobre la homosexualidad publicadas en su ensayo Heraclés: sobre una manera de ser. En 2006, Montalbán Kroebel publicó Paso a dos, estrenada en 2009, pieza en la que se explora la relación homosexual entre dos hermanos.

#### Festivales y premios
Entre 2005 y 2012 (fecha de su desaparición), el festival de cultura LGBT Visible presentó anualmente (coincidiendo con las celebraciones del Día Internacional del Orgullo Gay en Madrid), una serie de actos, entre los que destacaban las representaciones teatrales. En 2007, a instancias de Pablo Peinado (director del Festival Visible) y con la colaboración del dramaturgo Juan Carlos Rubio en la elaboración de las bases del Certamen, el Festival Visible y la Fundación SGAE, junto al Responsable del Área de teatro de la SGAE Óscar Millares, convocaron a partir de 2007 el Certamen Internacional Leopoldo Alas Mínguez para textos teatrales de temática LGTB (LAM). Los sucesivos ganadores y finalistas fueron Mariano Moro (Argentina) con su obra Amor de hombre y los dramaturgos españoles Carmen Losa con Levante y ese mismo año Mención de honor a Antonio Hernández Centeno por Héroes; Nacho de Diego con La playa de los perros destrozados; Juan Luis Mira con Beca y Eva; Íñigo Guardamino con El día que mi corazó se rompió; Alberto Conejero con Cliff (acantilado); Alberto de Casso con La tarde muerta y ese mismo año Mención de honor a Jesús Benjamín Farías Rojas (Venezuela) por Bichito raro y por último otro texto ganador fue Eudy, de Itziar Pascual.

### Ensayo y discusión académica
La revista Orientaciones se publicó desde el año 2000 hasta el 2006 y en ella el filósofo Javier Pérez Ugarte hizo una gran difusión de los estudios LGBT, hasta el punto de convertirse (según Pichardo Galán) en uno de los principales referentes para el pensamiento y la reflexión sobre diversidad sexual en castellano.
En 2012, la Asociación Colegial de Escritores de Cataluña (ACEC) organizó las I Jornadas de literatura gay y lésbica en las que se analizó el fenómeno desde el punto de vista académico y de la creación. Participaron estudiosos y escritores como Lluís Maria Todó, María Castrejón, Alberto Mira, Eduardo Mendicutti o Isabel Franc.
En ensayo, se publicaron obras como De Sodoma a Chueca: historia cultural de la homosexualidad en España 1914-1990 de Alberto Mira o El paciente ocasional: Una historia social del sida (prólogo: Rafael Reig, ediciones Península, 2011) de Ibon Larrazabal.
Alejandro Melero publicó Placeres ocultos. Gays y lesbianas en el cine español de la Transición (Notorious, 2010) sobre el reflejo en la cinematografía española de los homosexuales.
Se publicaron varios libros sobre la prostitución masculina: La difícil vida fácil: Doce testimonios sobre prostitución masculina (prólogo de Luis Antonio de Villena, Punto de Vista, 2016), de Iván Zaro; y Chaperos, precariado y prostitución homosexual, de Eduardo Lizardo y Oscar Guasch (Bellaterra, 2017).

### Literatura infantojuvenil
Esta normalización afectó también a la literatura infantil y juvenil. A partir de 2001 se comenzaron a publicar cuentos infantiles en los que se trata la diversidad sexual y la familia homoparental. Por ejemplo, ese año Ediciones la Tempestad publicó un cuento con protagonistas masculinos, en el que se trata una relación homosexual, El príncipe enamorado de Carles Recio. En 2002 la editorial SM publica la novela de  Alberto Conejero El beso de Aquiles para público juvenil. En 2003 se publicó Paula tiene dos mamás de Léslea Newman y La princesa Ana de Luisa Guerrero, con protagonistas lesbianas, que además se adaptó al teatro en 2010. Por esta obra, la Compañía Tarambana, ganó en diciembre de 2010 el premio Sal a escena contra la discriminación del Ministerio de Sanidad, Política Social e Igualdad español.
La publicación de La edad de la ira, de Nando López, novela que fue —además— tercera finalista en el Premio Nadal 2010, marcó un nuevo paso adelante en cuanto a la narrativa que abordaba la realidad adolescente LGTBI. Su gran éxito entre el público más joven y el colectivo docente la ha convertido, al cabo del tiempo, en todo un clásico en las aulas españolas, así como su versión teatral, escrita por el propio autor y llevada a escena por La Joven Compañía. 
En 2016 se publicó El fuego en el que ardo, del autor sevillano Mike Lightwood, y un año después salió su novela hermana, El hielo de mis venas. Ambas novelas tratan el tema del acoso escolar homofóbico, la aceptación, así como los primeros romances y encuentros sexuales entre chicos. Posteriormente publicó La estrella de mis noches, un spin-off que trata sobre el romance de dos chicos que se reencuentran tras varios años. Además, ha publicado Biónico, una novela de ciencia ficción de corte futurista donde la mayoría de personajes son LGTB.
La concesión por la editorial SM del Premio Gran Angular 2020 a Nando López por La versión de Eric, una novela juvenil con protagonista trans en abril, supone un nuevo hito para la literatura infantojuvenil con personajes y tramas LGTB. Otras obras de este autor con gran éxito entre el público adolescente en las que la diversidad de orientaciones e identidades desempeña un papel protagonista son Nadie nos oye, En las redes del miedo, El reino de los Tres Soles o la ya citada La edad de la ira.

## Mundo editorial, premios y librerías especializadas
En 2014, dentro de los actos de la celebración del Día Internacional del Orgullo LGBT, se realizó la I Feria del Libro LGTBQ en la Calle de Augusto Figueroa de Madrid, con la presencia de las editoriales especializadas y de escritores.

### Editoriales

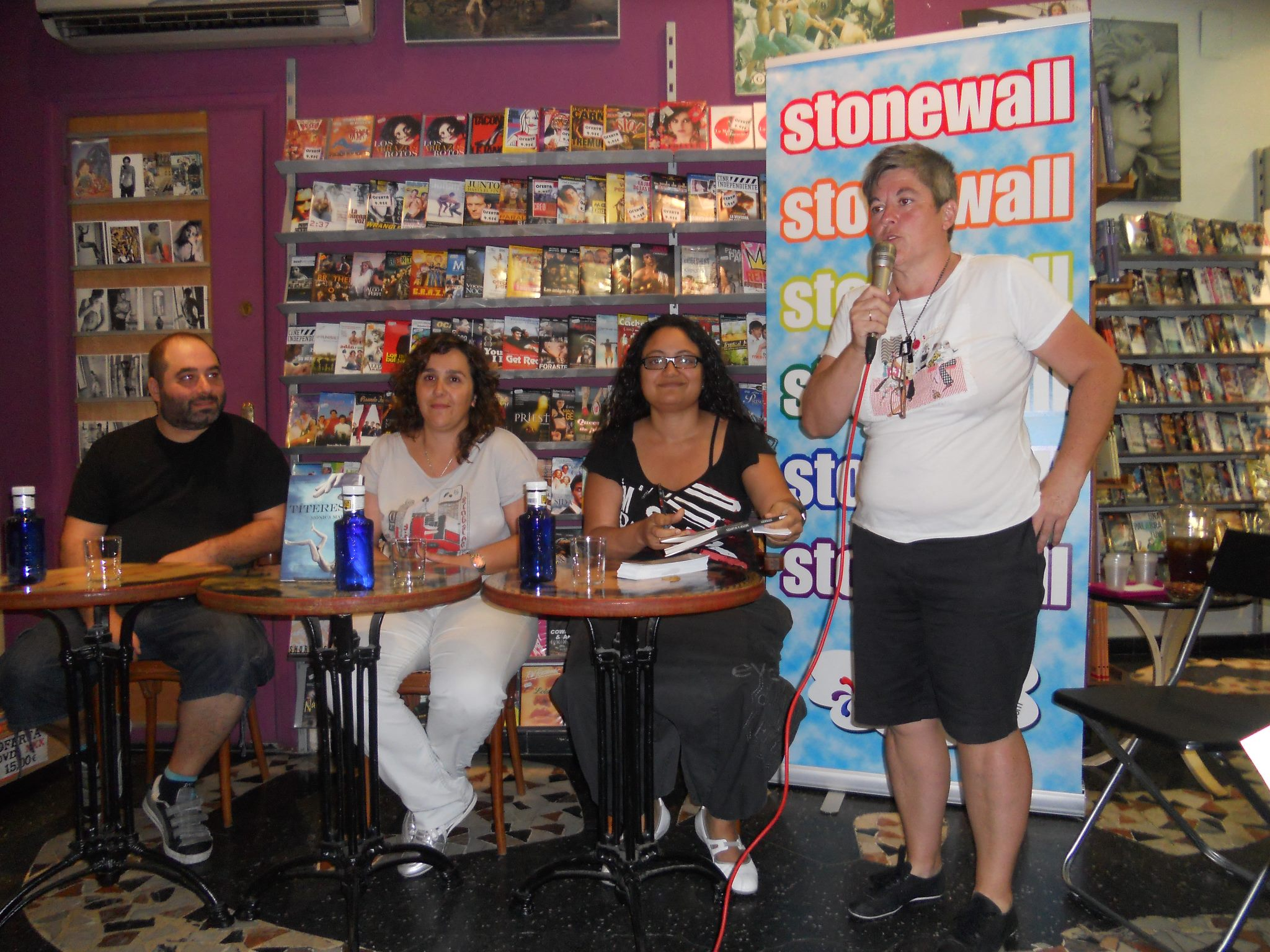
Presentación de un libro de la editorial Stonewall en la librería Berkana de Madrid (septiembre de 2011). De der. a izq.: Mili Hernández, Mariel Maciá, Mónica Martín y Diego Manuel Béjar

La primera editorial que en España editó de manera continuada literatura GLBT fue la Editorial Laertes, de Barcelona, que en el año 1985 creó la colección Rey de Bastos, dirigida por Alberto Cardín hasta su muerte, dedicada exclusivamente a la publicación de este tipo de literatura. Posteriormente, en los años noventa, aparecerían varias editoriales especializadas: la editorial Egales (creada en 1995), la editorial Odisea (creada en 1999).
En siglo XXI se fundaron las editoriales Stonewall (creada en 2011), Dos Bigotes (fundada en 2014), Amistades Particulares (pequeña editorial independiente fundada en 2014 y dedicada al rescate de obras de temática LGBT de finales del siglo XIX y principios de XX) y La Calle (2014).
En 2016 nace Baphala Ediciones, editorial independiente especializada en literatura poscolonial LGTBIA.

### Premios literarios
La editorial Odisea entrega desde 1999 el Premio Odisea a libros de temática gay y lésbica en lengua castellana. La fundación privada Arena comenzó a entregar en 2005 el premio Terenci Moix de narrativa gay y lésbica, que a partir de 2012 se denominó Premio Fundación Arena de Narrativa GLBTQ. La editorial Stonewall entrega desde 2011 el Premio Stonewall de Literatura LGTB.

### Librerías
Existen varias librerías LGBT en distintas ciudades españolas, como Berkana y A different Life en Madrid, Cómplices y Antinous en Barcelona y Safo de Lesbos en Bilbao.